# 86 Pułk Piechoty (II RP)

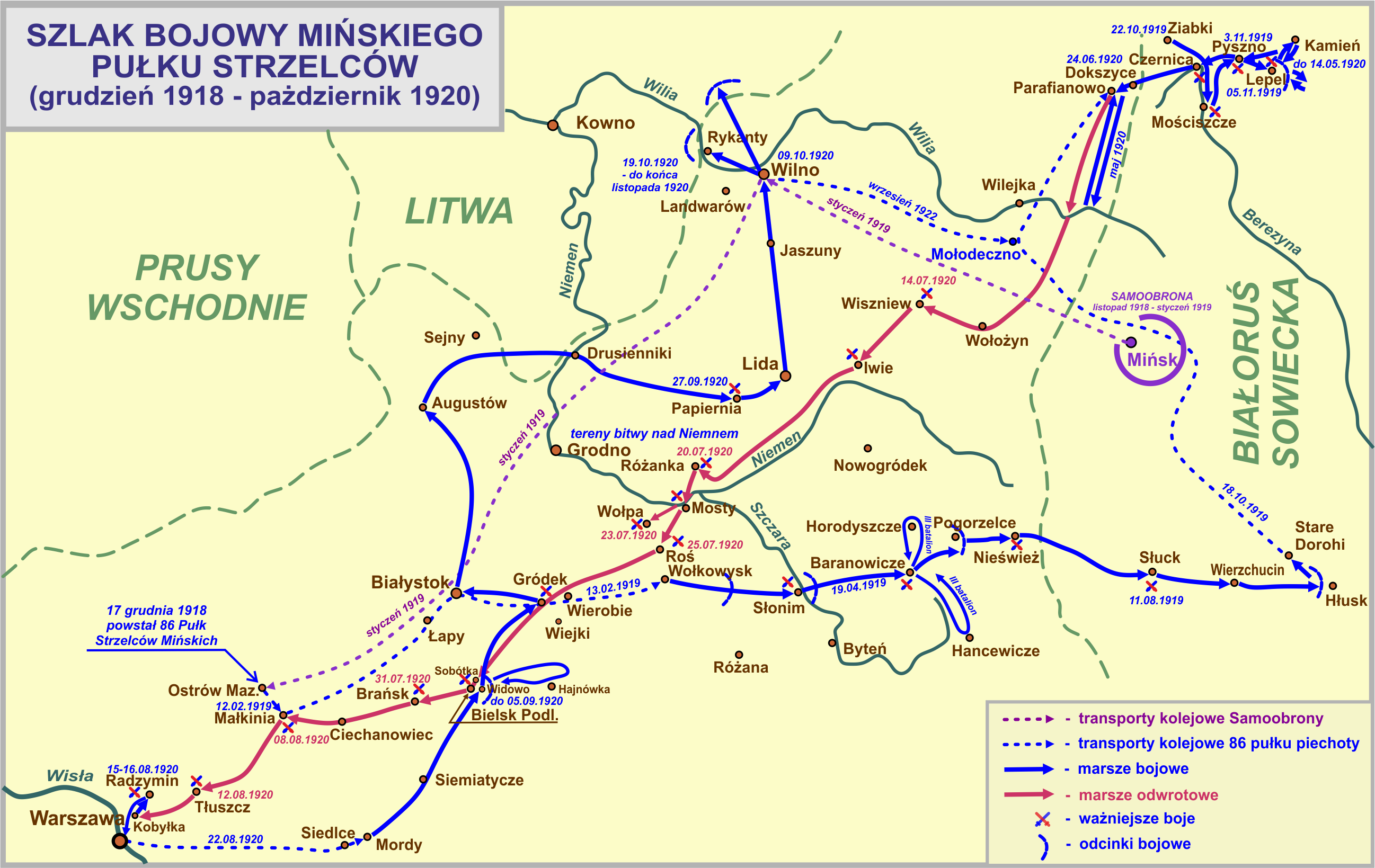

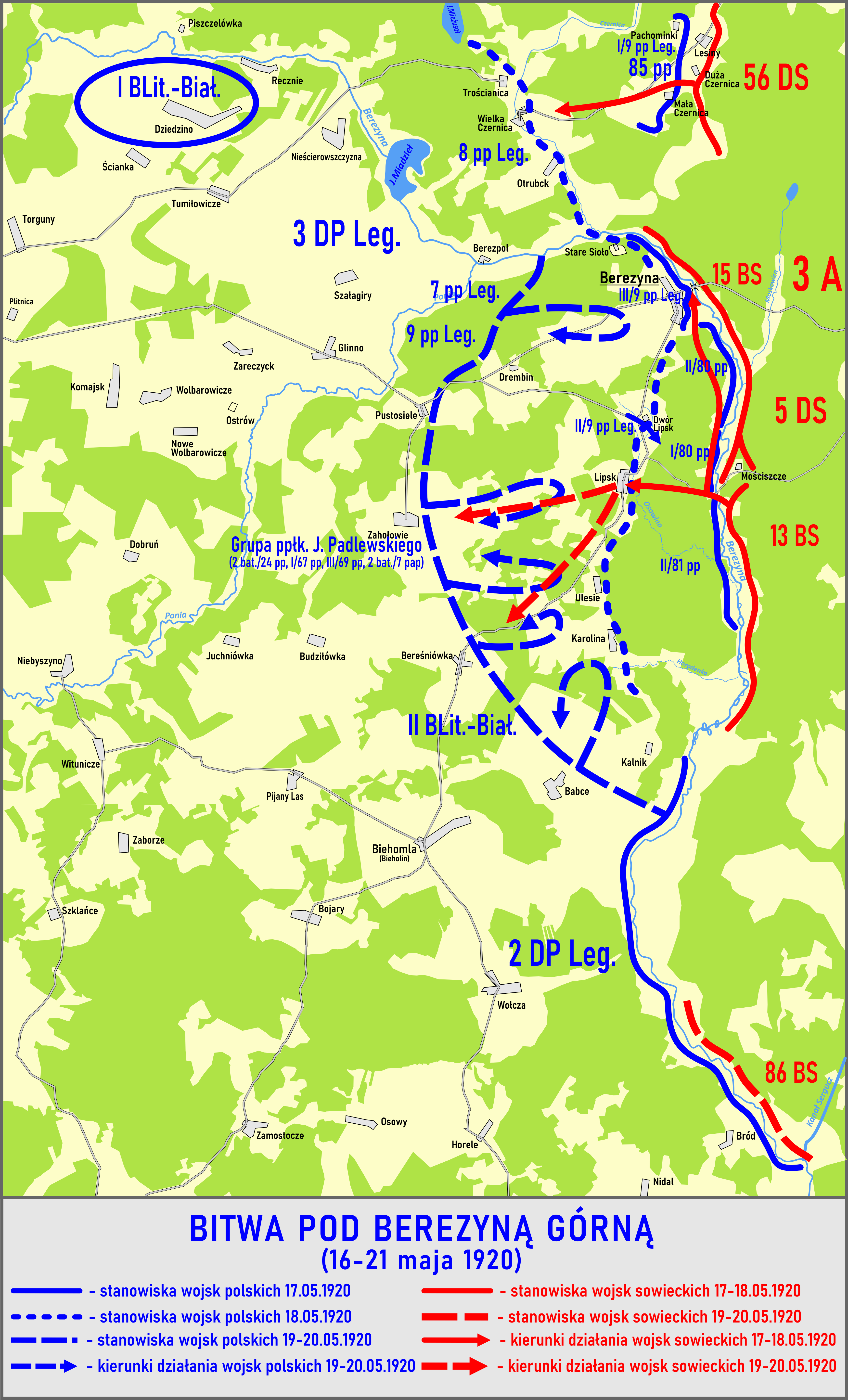

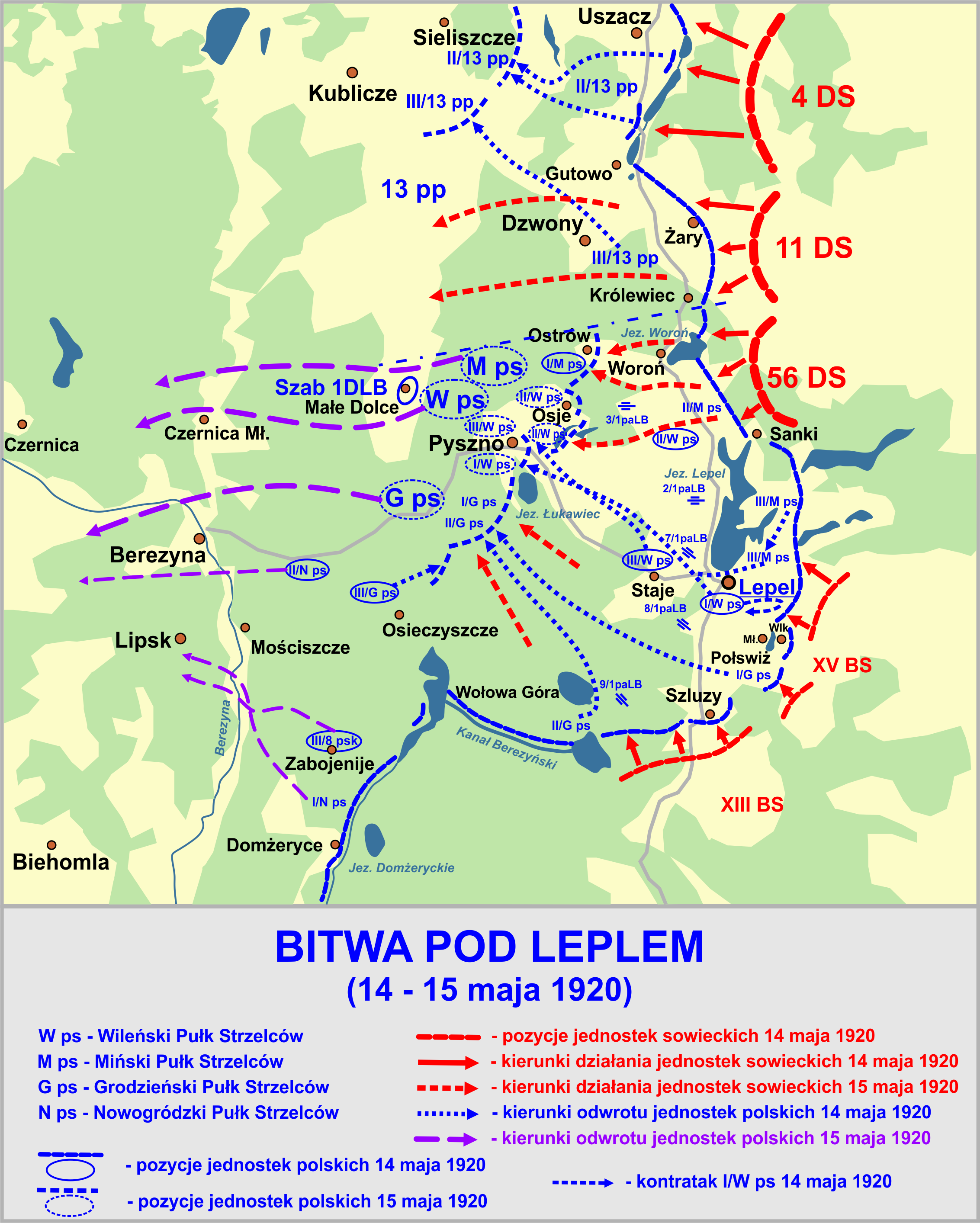

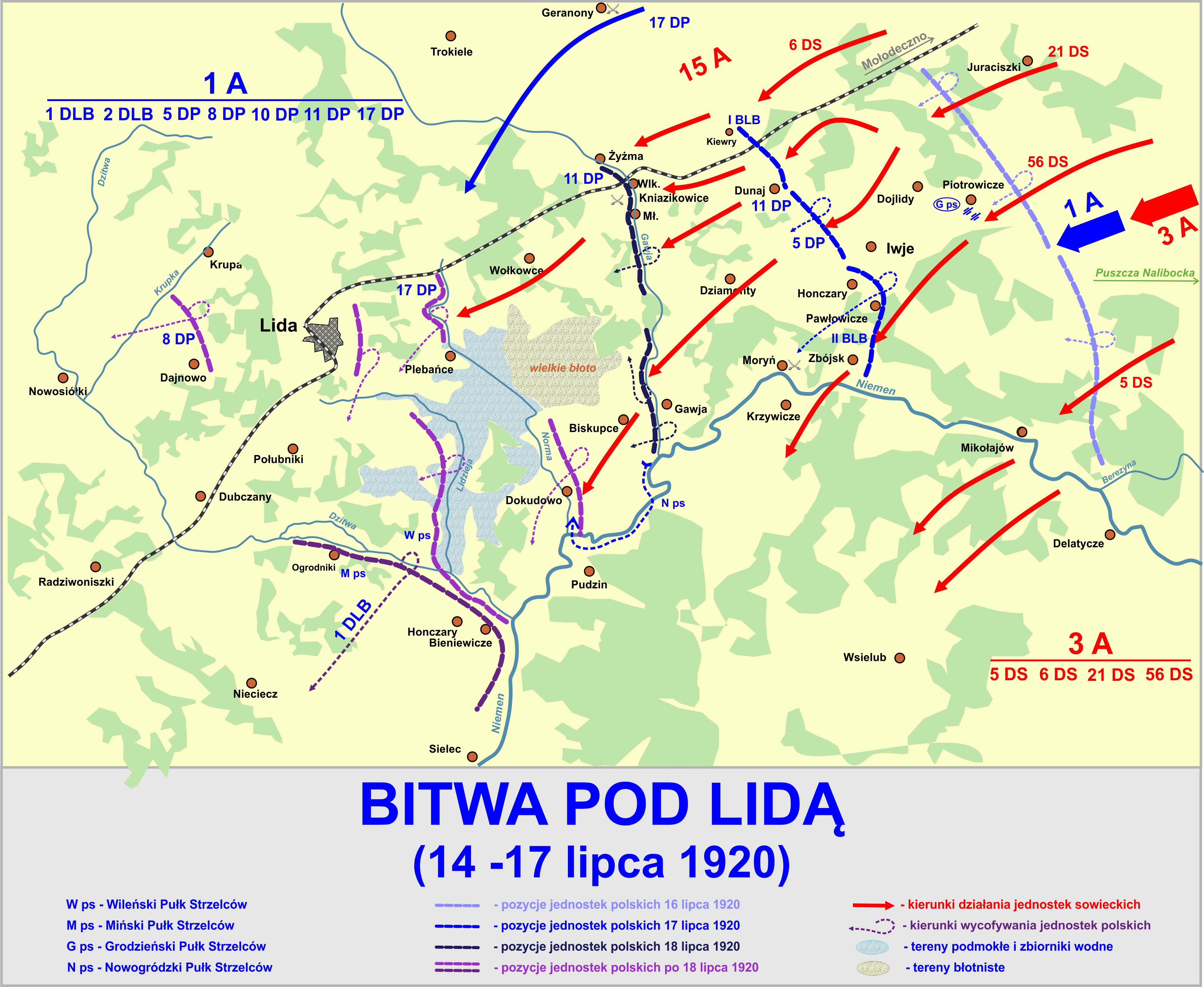

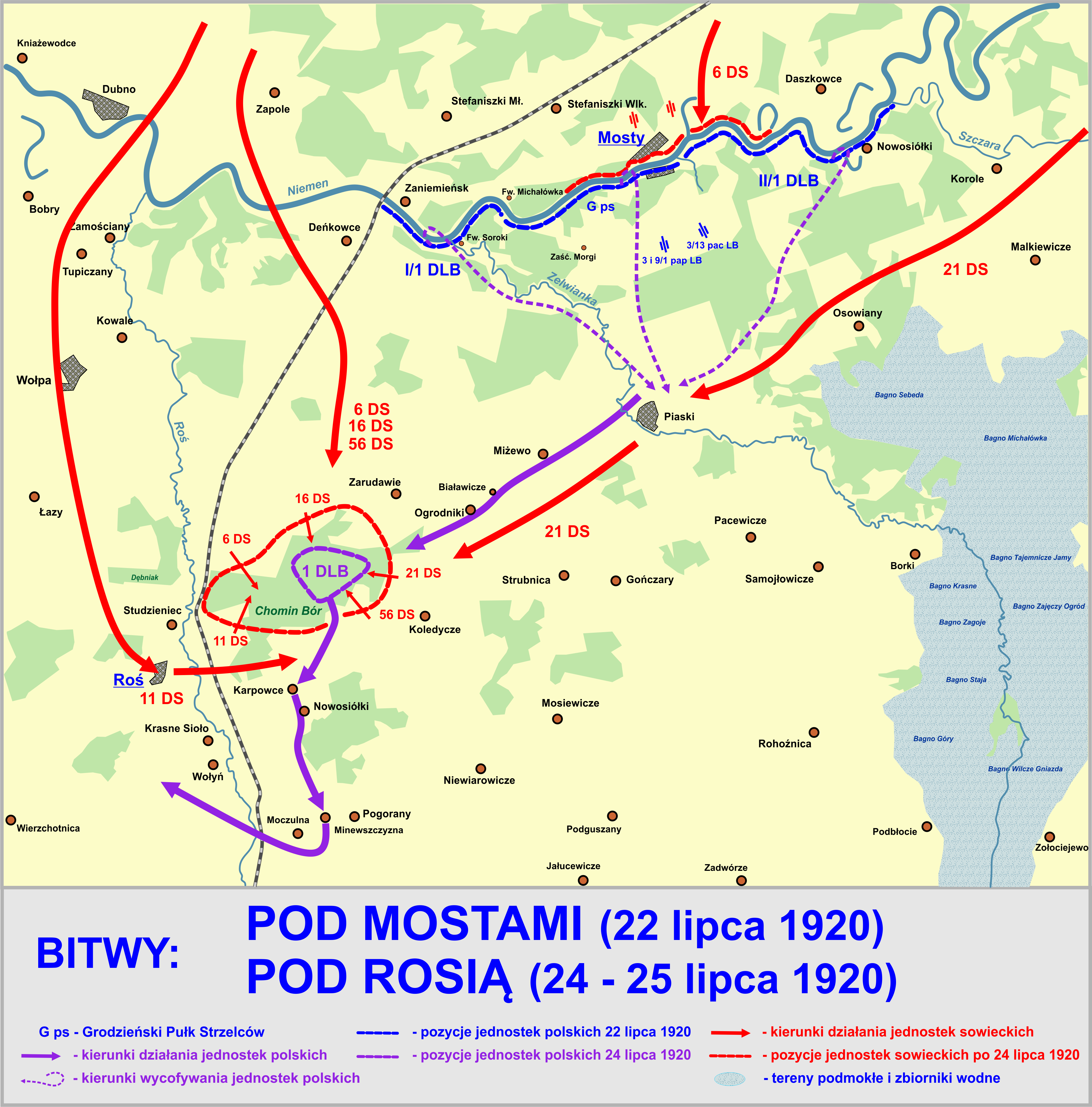

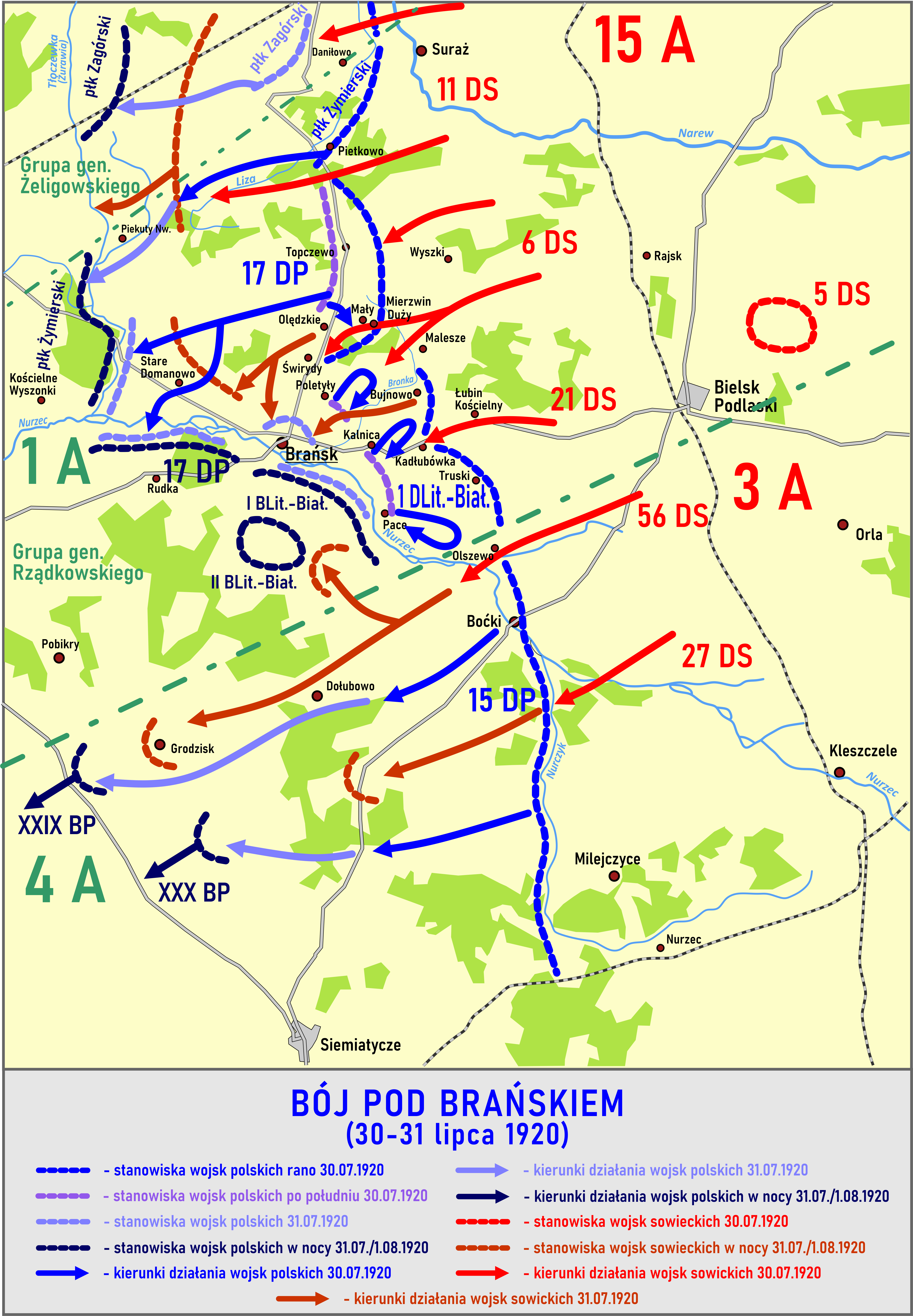

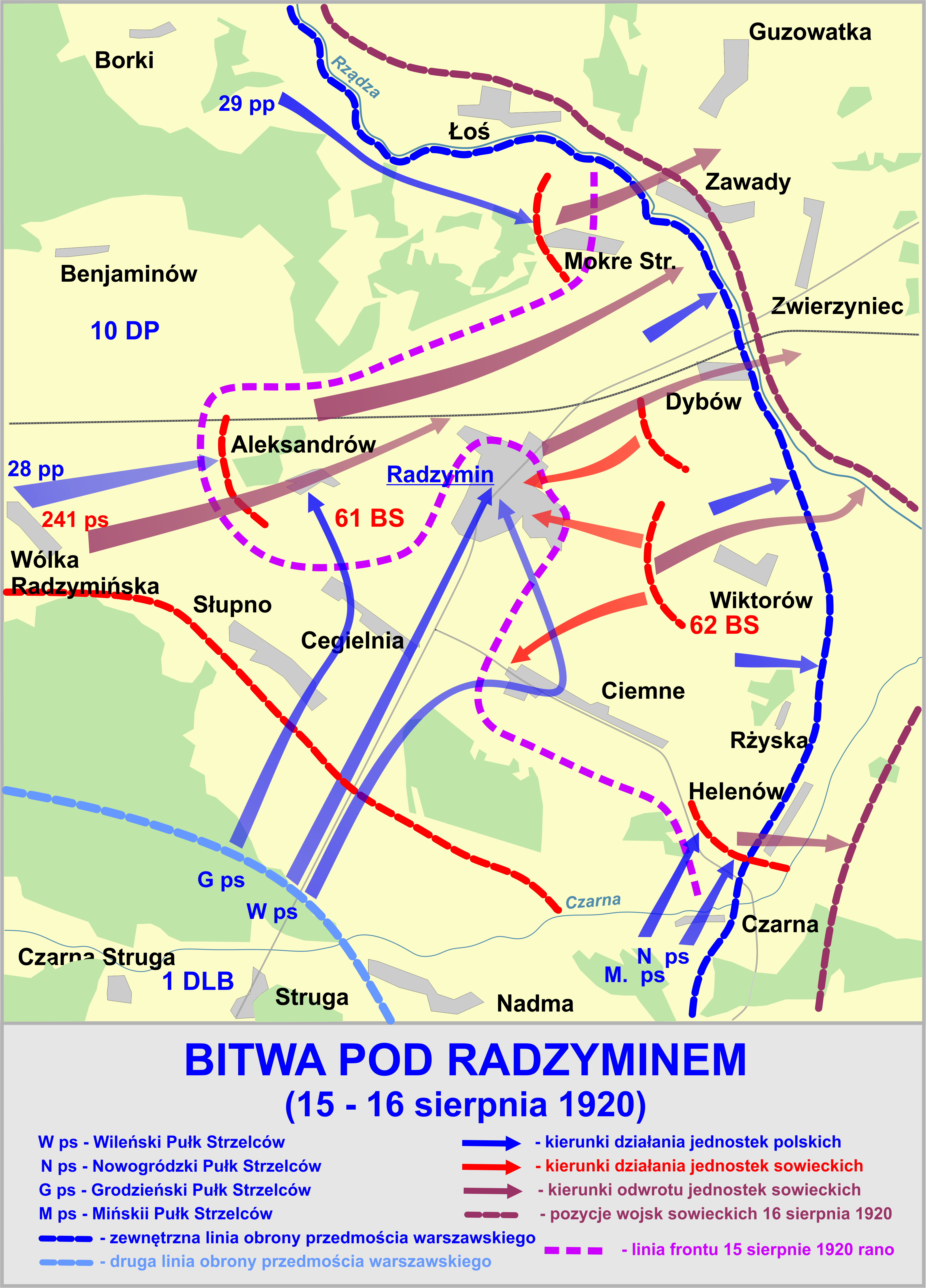

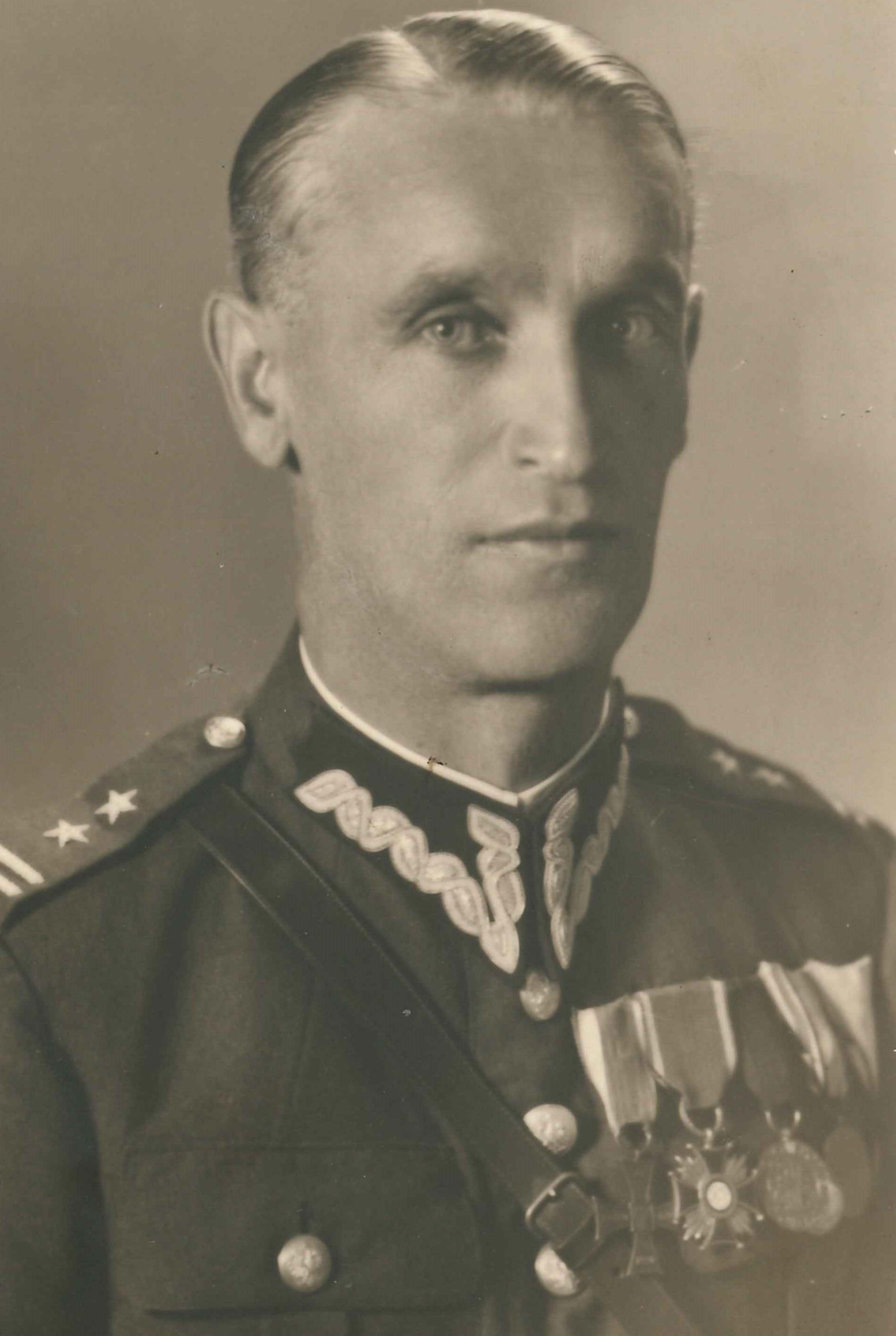
Zastępca dowódcy pułku – ppłk Julian Czubryt.

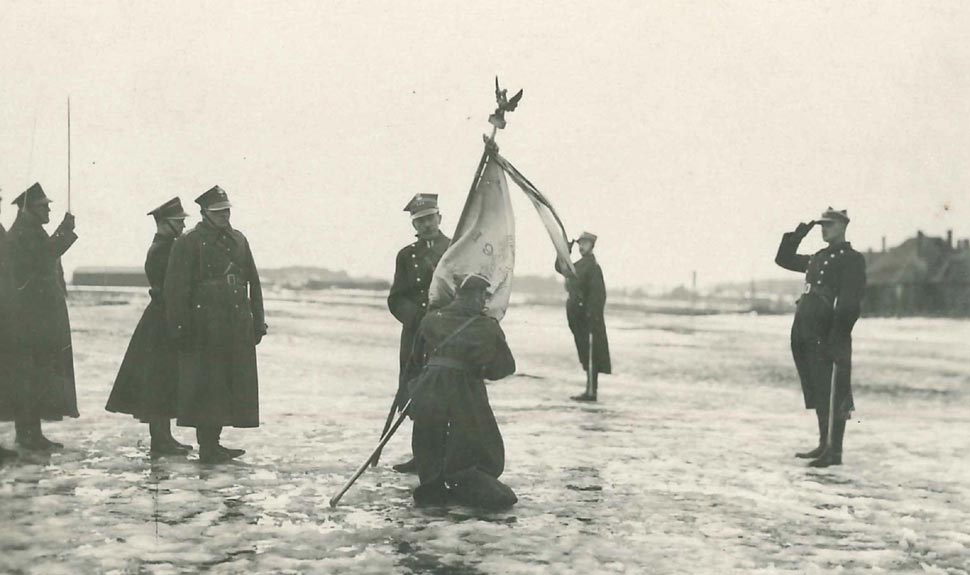
Ppłk Julian Czubryt (klęczy przed sztandarem) obejmuje stanowisko zastępcy dowódcy 86 pp (Mołodeczno – rok 1935).

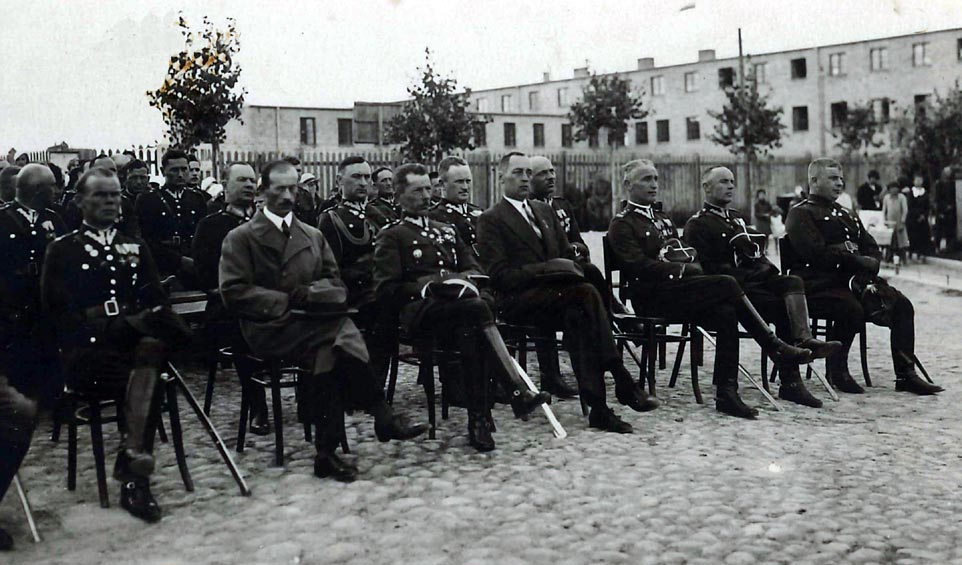
Uroczystość w 86 pp (Mołodeczno) – trzeci z prawej siedzi ppłk. Julian Czubryt, piąty z prawej siedzi płk Józef Wiatr.

86 pułk piechoty (86 pp) – oddział piechoty Wojska Polskiego w II Rzeczypospolitej.
Pułk sformowany został 17 grudnia 1918 jako Miński pułk strzelców. W czasie wojny polsko-bolszewickiej walczył w składzie 1 Dywizji Litewsko-Białoruskiej. W lutym 1919 brał udział w zdobywaniu Słonimia i Baranowicz. Podczas Bitwy Warszawskiej wyróżnił się podczas szturmów na Radzymin, zdobywając miasto. Następnie 22–29 września w czasie bitwy nad Niemnem w składzie Grupy Manewrowej brał udział w przejściu przez Litwę na tyły wojsk sowieckich w kierunku na Lidę , gdzie wraz z wileńskim pułkiem strzelców próbował zatrzymać natarcie 20 pułków ze składu 3 Armii Sowieckiej. W dniach 8–15 października 1920 uczestniczył w „buncie” gen. Lucjana Żeligowskiego.
W okresie międzywojennym pułk stacjonował w Helenowie, wchodząc w skład 19 Dywizji Piechoty.
1 października 1921 przemianowany został na 86 pułk piechoty.
W czasie kampanii wrześniowej w składzie macierzystej dywizji walczył w ramach Armii „Prusy”.

## Formowanie i zmiany organizacyjne
W grudniu 1918 Naczelny Wódz Józef Piłsudski zatwierdził projekt organizacyjny Dywizji Litewsko-Białoruskiej. Dywizja miała składać się z trzech brygad, po dwa pułki strzelców. W skład III Brygady Litewsko-Białoruskiej miały wejść wileński i miński pułki strzelców.
Miński pułk strzelców formalnie został powołany rozkazem dowódcy pułku płk Fabiana Kobordo 17 grudnia 1918. W ciągu kolejnych dwóch miesięcy utworzono dowództwo pułku, oddział konnych wywiadowców, I batalion złożony z czterech kompanii strzeleckich i jednej kompanii karabinów maszynowych oraz część drugiego batalionu. Żołnierze rekrutowali się przede wszystkim spośród byłych członków Samoobrony Mińskiej. Wiosną utworzono kompanię techniczną oraz 6., 7. i 8 kompanię strzelecką. W maju 1919 do pułku formalnie włączono batalion szturmowy DL-B. W lipcu stał się on jego III batalionem. Latem trwała reorganizacja Dywizji Litewsko-Białoruskiej. W wyniku jej podziału pułk miński wszedł w skład I Brygady 1 Dywizji Litewsko-Białoruskiej. W grudniu 1919 batalion zapasowy pułku stacjonował w Mińsku.
We wrześniu 1921 miński pułk strzelców Wojska Litwy Środkowej został przemianowany na 86 pułk piechoty.

## Pułk w walce o granice

### Walki o kresy północno-wschodnie
5 stycznia bolszewicy 1919 zdobyli Wilno. 11 lutego pierwsze, nie w pełni jeszcze gotowe, oddziały Dywizji Litewsko-Białoruskiej przetransportowano koleją do Wołkowyska. Miały one za zadanie powstrzymanie bolszewickich oddziałów i niedopuszczenie do zajęcia przez nie ziem opuszczanych przez niemieckie wojska Ober-Ostu. Sformowany już I batalion mińskiego pułku strzelców przeszedł do obrony linii Zalewianki między folwarkiem Żemo a Podbłociem. Na tych pozycjach pozostawał do końca miesiąca prowadząc intensywne rozpoznanie w kierunku Słonima.
W pierwszych dniach marca Polacy przystąpili do działań ofensywnych w kierunku na Słonim. I batalion mińskiego pułku strzelców, wsparty plutonem 8 pułku artylerii polowej i plutonem 10 pułku ułanów, walczył z III Brygadą bolszewickiej Zachodniej Dywizji Strzelców. Dzięki odważnie prowadzonemu szturmowi i manewrowi oskrzydlającemu, przełamał znajdujące się pod Słoniem pozycje obronne bolszewików i ścigając nieprzyjaciela, zajął miasto. Tu do pułku dołączyła 5 kompania strzelecka i 2 kompania karabinów maszynowych. 8 i 9 marca miasto atakowane było przez oddziały bolszewickie. Przedmoście i przeprawy przez Szczarę wielokrotnie przechodziły z rąk do rąk. Ostatecznie Polacy odparli nieprzyjaciela, a ten wycofał się w kierunku Baranowicz. Wiosną pułk otrzymał dalsze uzupełnienia, a żołnierze, korzystając z chwilowej przerwy w walkach, przechodzili szkolenie zarówno indywidualne, jak i zespołowe.
W połowie kwietnia Polacy rozpoczęli ofensywę w kierunku na Wilno. Główne zadanie miała wykonać 1 Dywizja Piechoty Legionów i grupa kawalerii Władysława Beliny-Prażmowskiego. Rozmieszczona nad Szczarą Dywizja Litewsko-Białoruska miała wykonać uderzenie pomocnicze. Miński pułk strzelców, działając w składzie grupy płk. Aleksandra Boruszczaka, miał uderzyć na Nowogródek i Baranowicze. W dniach 15–16 kwietnia toczył on ciężkie walki w rejonie Nowej Myszy, a następnie wziął udział w natarciu na Baranowicze. 19 kwietnia Baranowicze zostały zdobyte, a oddziały polskie w pościgu za rozbitym nieprzyjacielem wyszły na linie „starych okopów niemieckich” i tu przeszły do obrony. Aktywność obrony realizowano poprzez organizowanie szeregu wypadów. Walczono między innymi pod Juszkiewiczami, Wielką Łysicą i Studzionką. W maju 1919 do pułku formalnie włączono batalion szturmowy DL-B. Stał się on jego III batalionem.
W pierwszych dniach lipca dowódca Frontu Litewsko-Białoruskiego gen. Stanisław Szeptycki podjął działania zaczepne mające na celu opanowanie Mińska i oparcie frontu o linię Berezyny i Dźwiny. Główne zadanie wykonywała 2 Dywizja Piechoty Legionów, a DL-B miała wykonać uderzenie pomocnicze. Miński pułk strzelców, nacierając w kierunku Słucka, bił się między innymi nad Uszą i w rejonie Nieświeża, a następnie przeszedł do obrony nad Ptyczą. W tym czasie zakończyła się reorganizacja Dywizji Litewsko-Białoruskiej. Pułk miński wraz z wileńskim pułkiem strzelców utworzył I Brygadę Litewsko-Białoruską płk. Bolesława Freja, która to weszła w skład nowo powstałej 1 Dywizji Litewsko-Białoruskiej gen. Józefa Lasockiego.
W październiku 1919 pułk miał zostać wycofany z frontu i przejść do odwodu. Jednak ofensywa wojsk Armii Czerwonej zmusiła dowództwo do zmiany planów. Pułk przeszedł w rejon Lepla i tam intensywnie wspierał obronę 8 Dywizji Piechoty. 24 października III batalion przejął obronę nieustannie atakowanego przedmościa w Berezynie Górnej. 5 listopada 1 DL-B przeszła do natarcia. Miński pułk uderzył na przeciwnika i po przełamaniu jego obrony przeszedł do pościgu. Jego II batalion walczył z powodzeniem w Leplu. Kilka dni później bolszewicka 52 Dywizja Strzelców kontratakowała. W wyniku zaciętych walk, nieprzyjaciel został odparty, obie strony przeszły do obrony, a front ustabilizował się. Organizowano jedynie wypady przed przedni skraj obrony. Jednocześnie pułk uzupełniał stany osobowe i pobierał wyposażenie. Wiosną 1920 liczył 52 oficerów oraz 1940 podoficerów i szeregowych.

### Pułk w działaniach odwrotowych
Na litewsko-białoruskim teatrze działań wojennych front przebiegał wzdłuż Dźwiny i Berezyny. Na Polesiu wyszedł nad Dniepr, a w maju sięgał po Rzeczycę. W myśl rozkazu Naczelnego Dowództwa z 1 kwietnia, nastąpiła reorganizacja struktur Wojska Polskiego. Zlikwidowano Front Litewsko-Białoruski, a na jego bazie utworzono trzy armie bezpośrednio podległe Naczelnemu Wodzowi. 1 Armia gen. Stefana Majewskiego była rozwinięta od Dźwiny po Borysów, 4 Armia gen. Stanisława Szeptyckiego – wzdłuż Berezyny po Polesie, a 7 Armia gen. Gustawa Zygadłowicza osłaniała od strony Litwy. Po stronie przeciwnej operowały wojska Frontu Zachodniego Michaiła Tuchaczewskiego.
14 maja 1920 ruszyła bolszewicka ofensywa. 15 Armia gen. Augusta Korka rozpoczęła działania ofensywne na odcinku polskiej 1 Armii i walczącej w jej składzie w rejonie Lepla 1 Dywizji Litewsko-Białoruskiej. Przewaga liczebna przeciwnika spowodowała, że Lepel został utracony. Polskie kontrataki nie dały spodziewanego rezultatu. Cofający się miński pułk strzelców organizował zasadzki na kolejnych rubieżach opóźniania. Wziął też udział w zwrocie zaczepnym 1 Armii i Armii Rezerwowej, który doprowadził do rozbicia wojsk gen. Michaiła Tuchaczewskiego. Po zakończeniu operacji, wraz z cała 1 Dywizją L-B, przeszedł do odwodu armii i ześrodkował się w okolicach Tumiłowicz. Kolejne walki rozgorzały nocą z 23 na 24 czerwca. Na stacjonującą nad Czernicą II Brygadę Litewsko-Białoruską, uderzyła sowiecka 21 Dywizja Strzelców. Na pomoc wyruszyły miński i wileński pułk strzelców. Po dwudniowych krwawych walkach nieprzyjaciel wstrzymał natarcie i wycofał się na wschód.
4 lipca rozpoczęła się ofensywa wojsk Frontu Zachodniego Michaiła Tuchaczewskiego nad Autą i Berezyną. Na 1 Dywizję Litewsko-Białoruską uderzyły trzy bolszewickie dywizje i przerwały polską obronę. Rozpoczął się ogólny odwrót. Przełamywane i obchodzone były kolejne linie obronne, a wojska polskie wycofywały się za Niemen. Miński pułk strzelców, wsparty I batalionem wileńskiego pułku, II/3 pułku strzelców konnych i pociągiem pancernym „Lis-Kula”, próbował zlikwidować wyłomy dokonane przez przeciwnika, ale odejście skrzydłowych oddziałów polskich doprowadziło do odcięcia całej Dywizji L-B. Dużą rolę w odblokowaniu drogi odwrotu odegrał III batalion mińskiego pułku.
Brawurowe uderzenie pod Rosią umożliwiło dywizji wycofanie się za Bug, a następnie pod Warszawę. Podobnie pod Briańskiem batalion kpt. Niedźwieckiego umożliwił wycofanie się otoczonej dywizji przez Nurzec. 12 sierpnia cały pułk walczył w odosobnieniu pod Tłuszczem i w ten sposób zapewnił możliwość zorganizowanie obrony na przedpolach stolicy innym oddziałom dywizji.

### Walki pułku na przedpolach stolicy
W pierwszej połowie sierpnia Wojsko Polskie przygotowywała się do decydującego starcia z Armią Czerwoną. 1 Armia gen. Franciszka Latinika przyjęła na siebie obronę przedmościa Warszawy. 1 Dywizja Litewsko-Białoruska 12 sierpnia stanęła w odwodzie w okolicy Turowa i Nadarzyna. Jednak w związku z przełamaniem pod Radzyminem obrony 46 pułku piechoty, już nocą z 13 na 14 sierpnia została skierowana na zagrożony odcinek. 14 sierpnia walki z sowieckimi 21. i 27. Dywizjami Strzelców toczyły się ze zmiennym szczęściem.
W tym dniu Miński pułk strzelców pozostawał w odwodzie. Wszedł do walki dopiero następnego dnia. Pierwszy atak nie odniósł sukcesu.
W kolejnym I i II batalion (bez 5. i 6. komp.) wspólnie z Wileńskim pułkiem strzelców zdobyły miasto i broniły przed kontratakującym nieprzyjacielem. Kontrataki czerwonoarmistów okazały się skuteczne, a obrońcy zaczęli cofać się w nieładzie. Wówczas dowódca dywizji wprowadził do walki ostatni swój odwód – III batalion mińskiego pułku strzelców z 5. i 6. kompanią II batalionu. Uderzenie wyprowadzone w lukę w oddziałach bolszewickich zachwiało nimi i załamało ich natarcie. Do akcji włączyły się też pododdziały 47 pułku piechoty, które zatrzymały kontrataki czerwonoarmistów. Następnego dnia Dywizja L-B odzyskała utracone pozycje i przeszła do obrony.
20 sierpnia, czyli już po uderzeniu znad Wieprza, pułk został przewieziony transportem kolejowym w rejon Siemiatycz, a następnie przeszedł w rejon Bielska. Tu zajął stanowiska obronne i wraz z innymi oddziałami dywizji osłaniał skrzydło polskiej 2 Armii, a po zluzowaniu wziął udział w ostatniej fazie pościgu za rozbitym przeciwnikiem.

### Działania pułku w okresie bitwy niemeńskiej

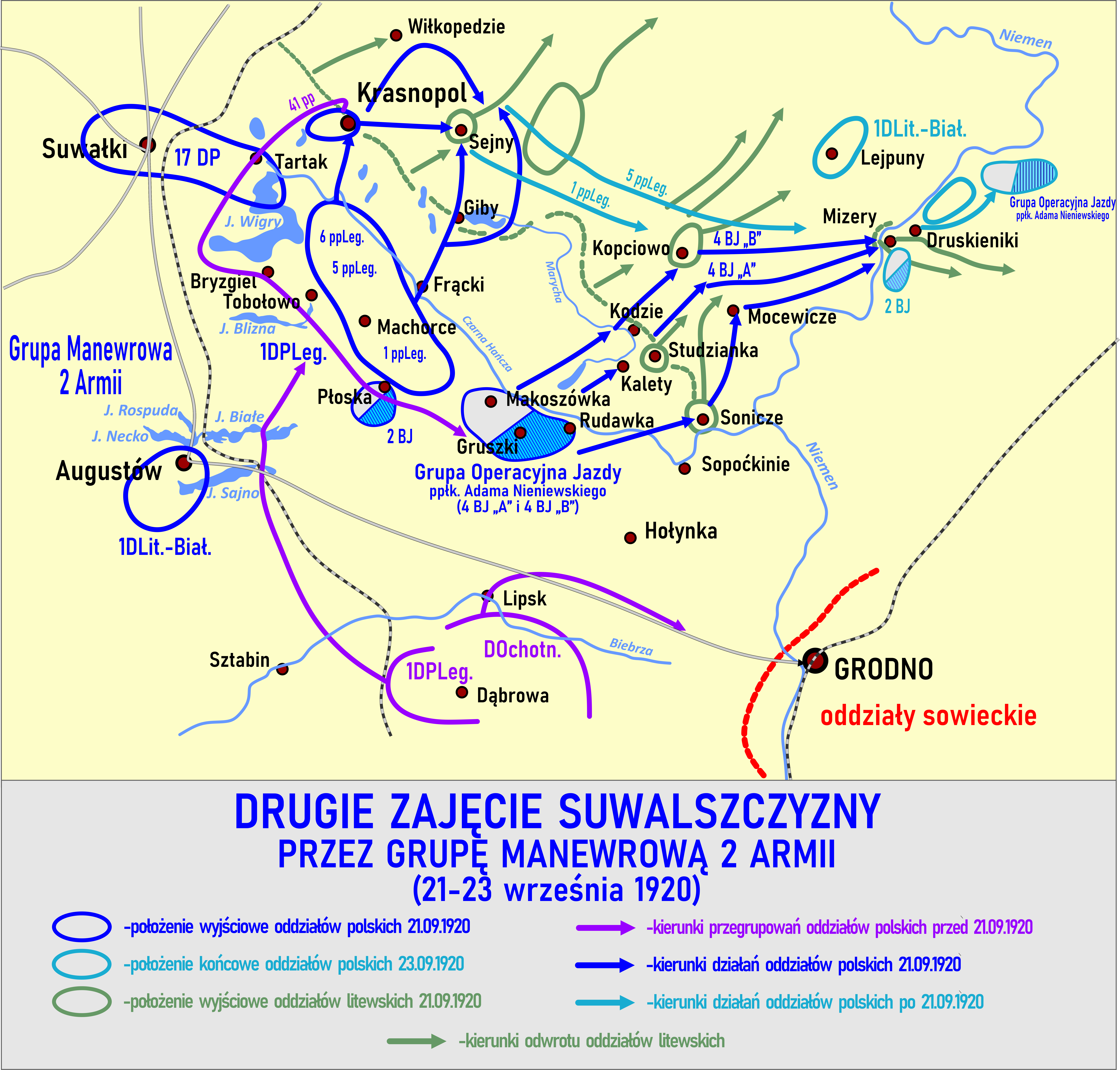

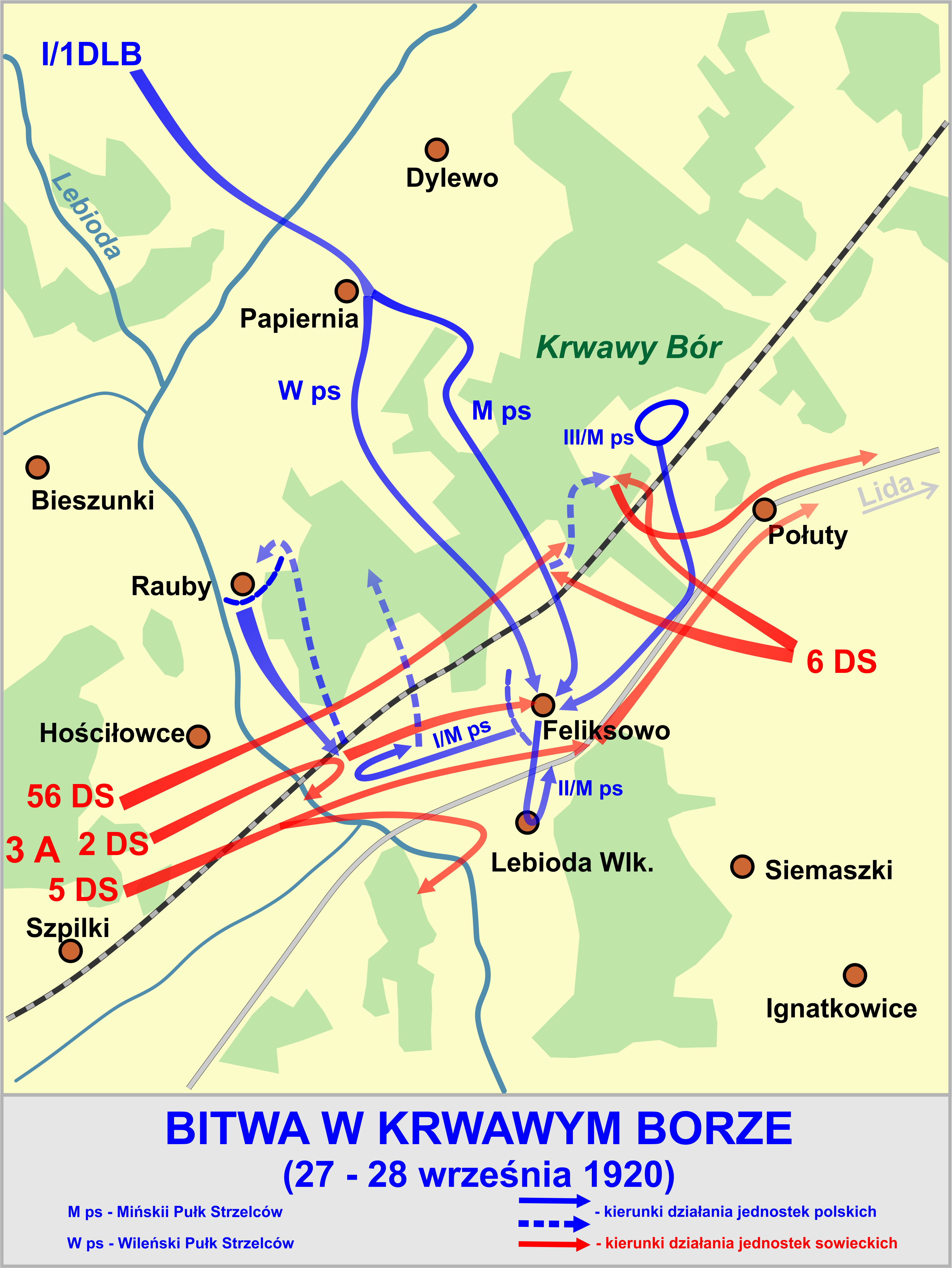

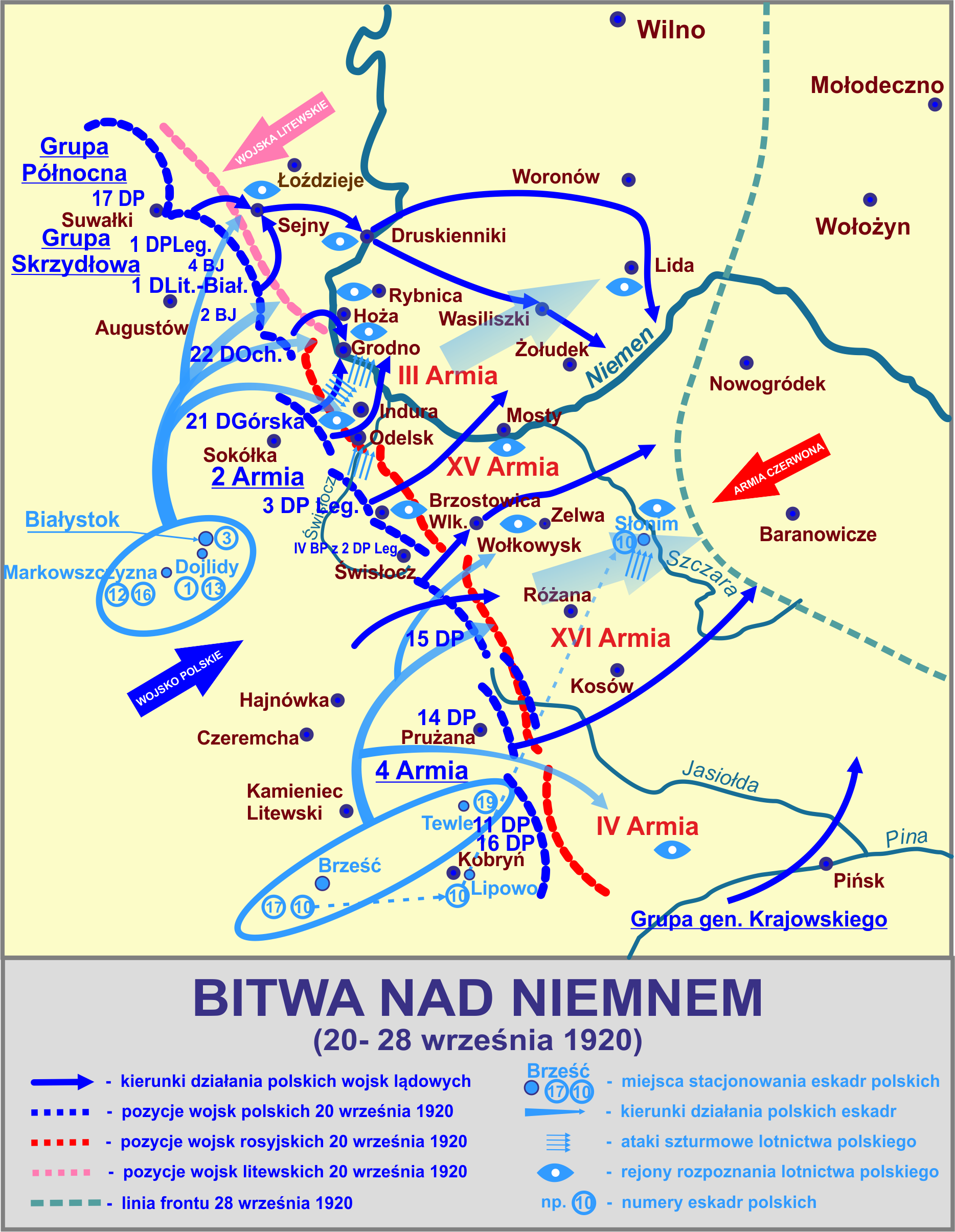

Zwycięstwa nad Wisłą, Wkrą i Wieprzem, i prowadzone działania pościgowe doprowadziły 2. i 4 Armię nad granicę z Prusami Wschodnimi. Naczelne Dowództwo WP postanowiło zmienić dotychczasowy kierunek natarcia obu związków operacyjnych z północnego na wschodni. 27 sierpnia rozpoczęto przegrupowanie. 2 Armia gen. Edward Rydza- Śmigłego otrzymała rozkaz zajęcia pozycji w rejonie Białegostoku, z odpowiedzialnością za teren na północ od Hajnówki, 4 Armia gen. Leonarda Skierskiego przejścia spod Łomży do rejonu Brześcia i przejęcia odpowiedzialności za odcinek frontu od Hajnówki do Włodawy. 29 sierpnia podjęto intensywne przygotowania do operacji zaczepnej przeciwko wojskom Frontu Zachodniego. Plan przeprowadzenia operacji zakładał skupienie głównego wysiłku na lewym skrzydle 2 Armii i uderzenie przez Niemen w kierunku na Lidę. 4 Armia miała wykonać uderzenie pomocnicze z Polesia w kierunku na Baranowicze.
1 Dywizja Litewsko-Białoruska wraz 1 Dywizją Piechoty Legionów, 2. i 4 Brygadą Jazdy tworzyły Północną Grupę Uderzeniową, której zadaniem było oskrzydlenie przeciwnika. Po odrzuceniu przez 1 DP Leg. wojsk litewskich w rejonie Sejn, Dywizja L-B skoncentrowała się początkowo w pobliżu Druskienik, a potem dalej maszerowała w kierunku na Wasiliszki. Tu miński pułk, wspólnie w pułkiem wileńskim, zamknął bolszewikom drogę odwrotu na Lidę. Jednak nie wytrzymał powtarzających się ataków zdesperowanego przeciwnika i wycofał się do „Krwawego Boru”. W boju toczonym w gęstym lesie, podczas którego często dochodziło do walki wręcz, pułk poniósł ciężkie straty i został rozproszony. Jego zadanie przejął wileński pułk strzelców, który po przepuszczeniu cofających się czerwonoarmistów ponownie zamknął drogę do Lidy. Wieczorem od Grodna nadciągnęły główne siły cofającej się 3 Armii Władimira Łazariewicza. Wówczas na pomoc spychanym strzelcom wileńskim ruszył zreorganizowany pułk miński. W wyniku nocnej i dramatycznej walki w lesie nie udało się powstrzymać uciekającego wroga, ale zadano mu znaczne straty i spowolniono odwrót, co z kolei pozwoliło na ponowne zamknięcie okrążenia przez 1 Dywizję Piechoty Legionów. Swoją działalność w wojnie polsko-bolszewickiej pułk zakończył na linii Krasne–Rykonty.

### Na Litwie Środkowej
Pod koniec wojny polsko-bolszewickiej, gdy wojska polskie przechodziły do kontrofensywy znad Niemna, do Polski stopniowo powracały ziemie utracone uprzednio na rzecz Armii Czerwonej. Jednak wszelkie działania dążące do opanowania Wilna działaniami militarnymi były niemożliwe ze względu na międzynarodowe zobowiązania rządu polskiego. Chodzi tutaj m.in. o układ w Spa, a także naciski ministerstwa spraw zagranicznych Wielkiej Brytanii. W tym momencie marszałek Józef Piłsudski zaczął rozpatrywać możliwość przeprowadzenia „nieoficjalnej” akcji wojskowej.
20 września Naczelne Dowództwo Wojska Polskiego wezwało gen. Lucjana Żeligowskiego do Kwatery Głównej stacjonującej w owym czasie w Białymstoku. Żeligowski zameldował się wraz ze swoim adiutantem por. Stanisławem Łepkowskim dopiero 30 września. W czasie rozmowy pomiędzy dwoma wojskowymi Marszałek otwarcie zasygnalizował, że w interesie Polski leży wywołanie w Wilnie powstania miejscowej ludności, które uświadomiłoby zachodniej dyplomacji, iż miasto zamieszkane jest przez Polaków, którzy nie mogą i nie chcą zaakceptować władzy litewskiej, a tym bardziej bolszewickiej.
Marsz oddziałów gen. Lucjana Żeligowskiego na Wilno rozpoczął się o 6.00 8 października. Ich trzonem była 1 Dywizja Litewsko-Białoruska. Już następnego dnia przełamano słaby opór litewskiego 4 pułku piechoty i opanowano miasto.
„Zbuntowane” oddziały zostały przeorganizowane w I Korpus Wojsk Litwy Środkowej. Miński pułk strzelców został przemianowany na 2 Miński pułk piechoty i wszedł w skład 1 Wileńskiej Brygady Piechoty. Do czasu zawarcia rozejmu odpierał ataki Litwinów i niewielkimi silami prowadził wypady przed przedni skraj obrony. Później w pułku wprowadzono dyżury rotacyjne: jeden batalion pozostawał „w linii”, jeden stanowił odwód dowódcy pułku, a trzeci odpoczywał w Wilnie.
Po przyłączeniu Litwy Środkowej do Polski, pułk znowu znalazł się w składzie Wojska Polskiego. 1 października 1921 otrzymał numer 86 i wszedł w skład 19 Dywizji Piechoty.

### Bilans działań
W walkach o niepodległość Polski w Mińskim pułku strzelców zginęło 12 oficerów i 316 szeregowych. 63 oficerów i żołnierzy zostało odznaczonych Krzyżem Srebrnym Orderu Wojskowego Virtuti Militari, 107 Krzyżem Zasługi Wojsk Litwy Środkowej, 152 Krzyżem Walecznych. Pułk wziął do niewoli ponad 1000 jeńców i zdobył między innymi 11 dział i około 100 ciężkich karabinów maszynowych.

Order Virtuti Militari

| Chorągiew pułkowa             | ppłk Bronisław Adamowicz*     | sierż. Stanisław Bartkowiak      |
| st. sierż. Władysław Bartosz  | plut. Franciszek Bąk          | por. Edwin Bielawski             |
| por. Ignacy Birula-Białynicki | st. szer. Walenty Cichocki    | kpt. Antoni Dubiński             |
| szer. Stanisław Dunaj         | sierż. Leon Dyc               | sierż. Bronisław Dylewski        |
| szer. Ludwik Figeland         | ppor. Edward Froelich         | kpr. Józef Glinkowski            |
| plut. Grzegorz Goworow        | por. Ryszard Hepner           | sierż. Zygmunt Hulewicz nr 1940  |
| sierż. Walenty Janicki        | st. szer. Antoni Jędrzejewski | sierż. Jan Kamiński              |
| szer. Jan Karasewicz          | kpr. Piotr Karbownicki        | kpr. Wincenty Kazimierczak*      |
| por. Antoni Kolendo           | ppor. Bogusław Komornicki     | ppor. Wojciech Korsak            |
| sierż. Edward Lasota          | plut. Stefan Lasota           | st. sierż. Bolesław Leppert      |
| plut. Antoni Łazarewicz       | plut. Julian Łobejszo         | sierż. Józef Maik                |
| por. Władysław Małachowski    | szer. Karol Mazur             | ppor. Józef Mossakowski          |
| sierż. Czesław Mróz           | kpt. Kazimierz Niedźwiedzki*  | szer. Bolesław Niepokojczycki    |
| szer. Franciszek Nowacki      | pchor. Baltazar Nowakowski    | st. szer. Zygmunt Nowicki        |
| st. szer. Mikołaj Okołotowicz | st. szer. Piotr Osuchowski    | por. Aleksander Pstrocki nr 4910 |
| por. Henryk Patrycy           | ppor. Karol Proscewicz        | plut. Józef Prozorowicz          |
| mjr Wincenty Rutkiewicz       | kpr. Władysław Sauda          | por. Julian Sielewicz            |
| ppor. Antoni Śliwiński        | sierż. Marcin Sukal           | kpr. Wincenty Stachowski         |
| szer. Franciszek Stępień      | sierż. Szymon Szeląg          | st. szer. Stanisław Szerszeń     |
| szer. Ksawery Szymaniec       | sierż. Eugeniusz Trumpus      | mjr Józef Tschernich             |
| ppor. Józef Werakso           | pchor. Jan Wołkowicki         | plut. Józef Zawada               |
| st. szer. Jan Chyła           |                               |                                  |

## Pułk w okresie pokoju

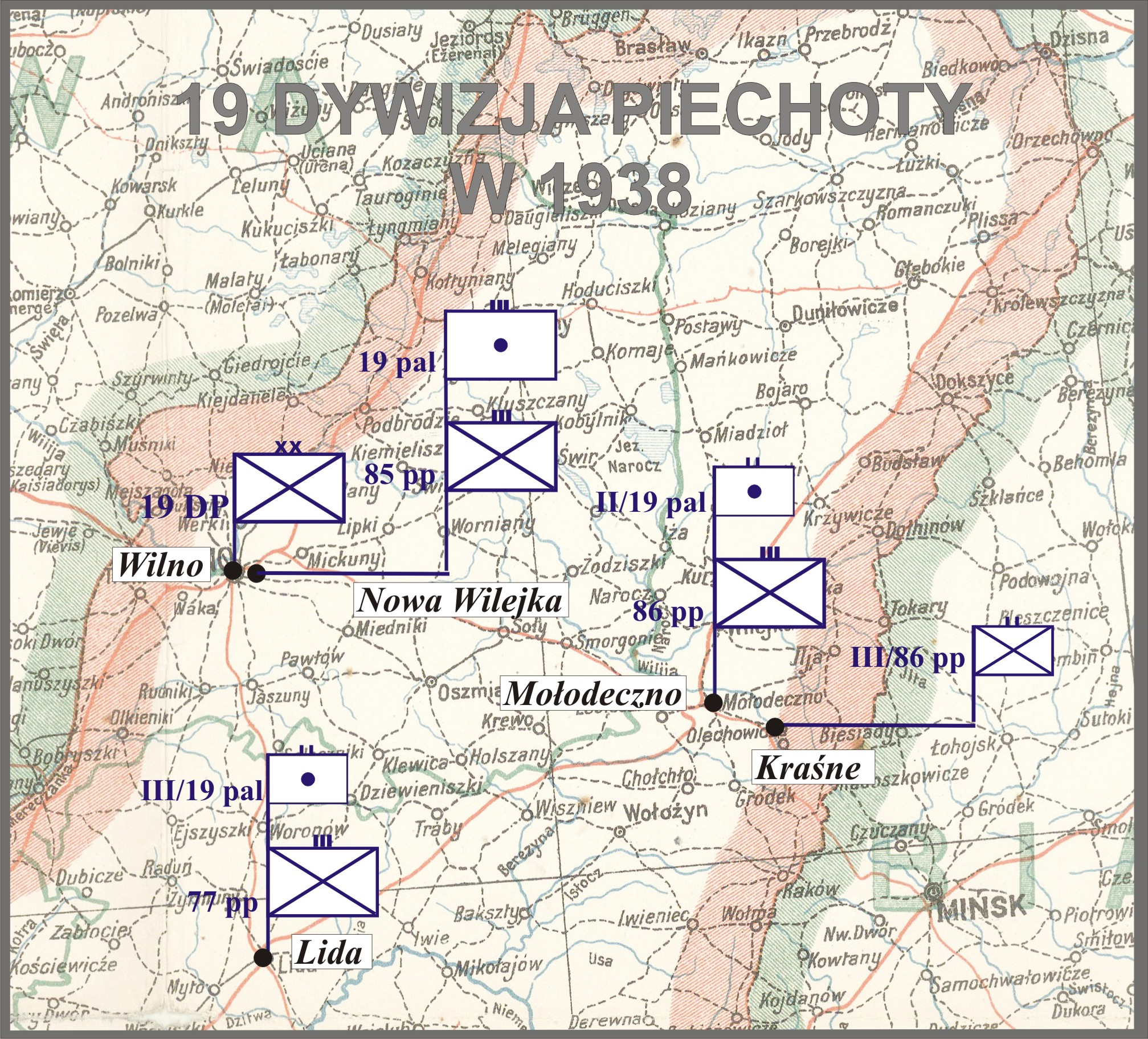

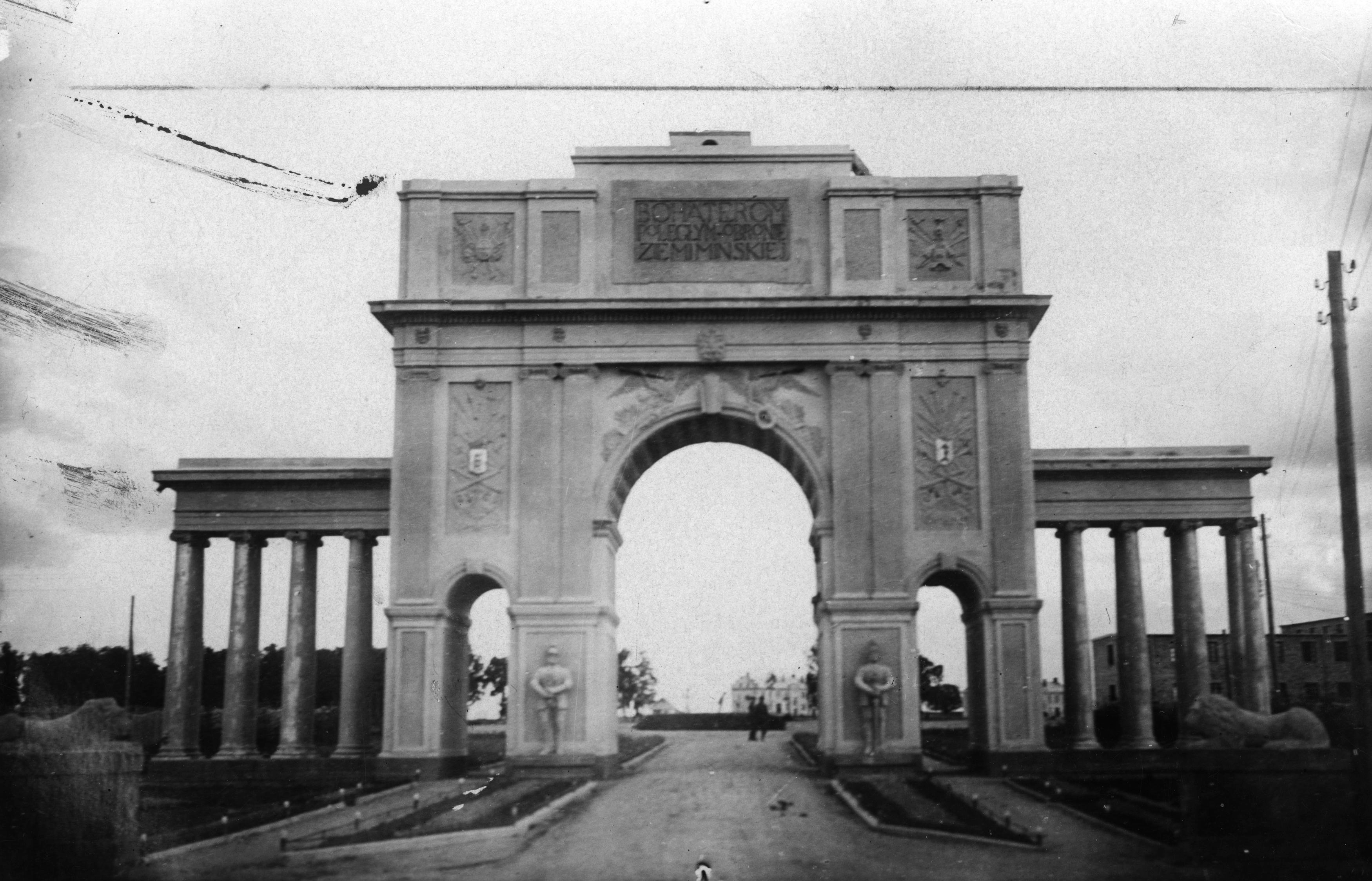
Łuk Triumfalny w koszarach 86 pułku piechoty

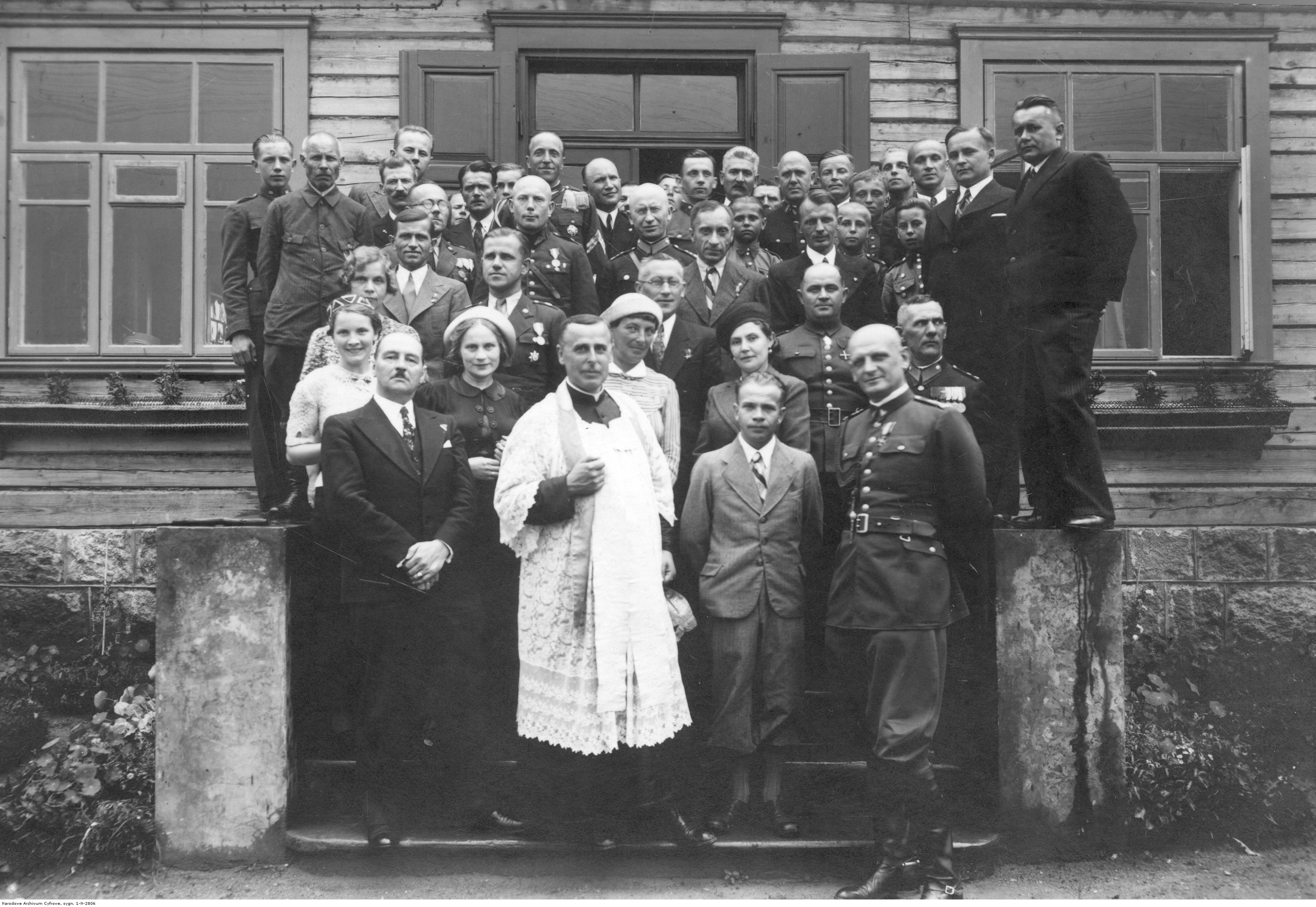
Uroczystość poświęcenia bursy dla uczniów szkół zawodowych w Mołodecznie utworzonej staraniem 86 pułku piechoty

Od 9 marca 1921 pułk stacjonował w garnizonie Wilno, a od września 1922 w garnizonie Mołodeczno, III batalion w Kraśnem nad Uszą, a batalion zapasowy w Nowej Wilejce. Wchodził w skład 19 Dywizji Piechoty.
Koszary
W 1922 pułk przegrupował się z Wilna do Helenowa. Jego III batalion rozlokował się w Krasnem nad Uszą. Dużym utrudnieniem było znaczne oddalenie garnizonu od większych ośrodków miejskich. Żołnierze w większości pochodzili z Polski centralnej, a miejscowa ludność przeważnie była narodowości białoruskiej.
W 1924 na terenie folwarku Helenów koło Mołodeczna rozpoczęto budowę nowych koszar dla oddziału. W czasie budowy koszar w Helenowie nadużyć finansowych dopuścić się miał brat gen. Dąb-Biernackiego. 22 czerwca 1930, w obecności prezydenta Ignacego Mościckiego, odsłonięta została Brama Mińska. Była to okazała budowla w kształcie łuku triumfalnego, zwieńczonego rzeźbą Nike. Tablica z napisem Bohaterom poległym w obronie ziemi mińskiej wieńczyła dzieło.
Szkolenie
Na podstawie rozkazu wykonawczego Ministerstwa Spraw Wojskowych do Departamentu Piechoty o wprowadzeniu organizacji piechoty na stopie pokojowej PS 10-50 z 1930 roku, w Wojsku Polskim wprowadzono trzy typy pułków piechoty. 86 pułk piechoty zaliczony został do typu III pułków piechoty o stanach zbliżonych do wojennych. Na czas wojny przewidywany był do działań osłonowych. Corocznie otrzymywał około 1010 rekrutów. Jego obsadę stanowiło 68 oficerów i 2200 podoficerów i żołnierzy.
Pułk przodował w strzelectwie oraz w organizowanych zimą zawodach narciarskich. Oficerowie jednostki zorganizowali Oficerski Klub Sportowy 86 pułku piechoty z sekcją wioślarsko-pływacką oraz klub tenisowy. W pułku funkcjonował Uniwersytet Żołniersko-Ludowy. Dużym utrudnieniem był brak świetlicy i kinoteatru.
W 1937 poziom wyszkolenia i warunki jego prowadzenia oceniono jako „dostateczne”.
Spółdzielnia

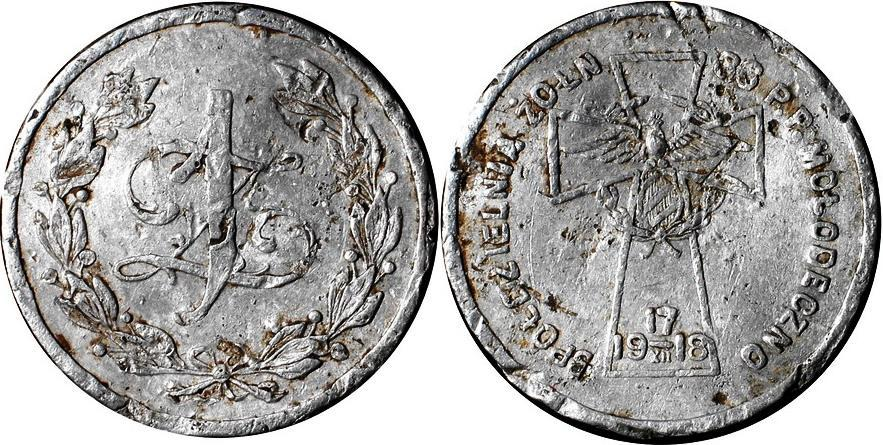
1 złoty 86 pułku piechoty

Ze względu na kłopoty finansowe jednostki, oficerowie i szeregowi żołnierze dobrowolnie składali się na zakup wyposażenia. Przeznaczano 10% poborów na cele oświatowo-wychowawcze. Spółdzielnia z własnych środków sfinansowała Dom Żołnierza. Zakupiono kinematograf. W 1926 20% zysków przekazano dowództwu, 30% na dofinansowanie orkiestry, 45% na funkcjonowanie spółdzielni, a 5% – na rozwój biblioteki.
Święta religijne, państwowe i wojskowe
W czasie świąt orkiestra i kompania honorowa wraz z pocztem sztandarowym nadawały oprawę nabożeństwom odprawianym w kościele w Mołodecznie. Żołnierze uczestniczyli w procesjach. Szczególnym wydarzeniem było święto pułkowe. Początkowo obchodzono je 17 grudnia – w rocznicę powstania pułku. Decyzją kadry oficerskiej przeniesiono je na 15 sierpnia – w rocznicę bitwy pod Radzyminem. Kiedy święto wypadało w okresie corocznych manewrów na Pohulance, obchody przenoszono na czas późniejszy
| Obsada personalna i struktura organizacyjna w marcu 1939 | Obsada personalna i struktura organizacyjna w marcu 1939 | Obsada personalna i struktura organizacyjna w marcu 1939 |
| Stanowisko                                               | Stopień, imię i nazwisko                                 | Przydział we wrześniu 1939                               |
| Dowództwo, kwatermistrzostwo i pododdziały specjalne     | Dowództwo, kwatermistrzostwo i pododdziały specjalne     | Dowództwo, kwatermistrzostwo i pododdziały specjalne     |
| -------------------------------------------------------- | -------------------------------------------------------- | -------------------------------------------------------- |
| dowódca pułku                                            | ppłk Walenty Peszek                                      | dowódca 86 pp                                            |
| I zastępca dowódcy                                       | ppłk Edward Kościński                                    |                                                          |
| adiutant                                                 | kpt. adm. (piech.) Bohdan Goloński                       | I adiutant                                               |
| starszy lekarz                                           | mjr dr Benedykt Baron                                    |                                                          |
| młodszy lekarz                                           | vacat                                                    |                                                          |
| II zastępca dowódcy                                      | ppłk Zygmunt Blumski                                     | dowódca OZ                                               |
| oficer mobilizacyjny                                     | kpt. Tadeusz Firmin Durniat                              |                                                          |
| zca oficera mobilizacyjnego                              | por. Kazimierz Jan Nienartowicz                          |                                                          |
| oficer adm.-materiałowy                                  | kpt. adm. (piech.) Emanuel Röhrich                       |                                                          |
| oficer gospodarczy                                       | por. int. Mieczysław Józef Waliński                      |                                                          |
| oficer żywnościowy                                       | chor. Paweł Żłobicz                                      |                                                          |
| oficer taborowy                                          | kpt. tab. Gerard Nowicki                                 |                                                          |
| oficer placu Mołodeczno                                  | kpt. adm. (piech.) Józef I Iwanowski                     |                                                          |
| kapelmistrz                                              | vacat                                                    |                                                          |
| dowódca plutonu łączności                                | kpt. Marian Józef Gmachowski                             |                                                          |
| dowódca plutonu pionierów                                | por. Stefan Stanisław Turek                              |                                                          |
| dowódca plutonu art. piechoty                            | kpt. Wojciech Władysław Kostecki                         |                                                          |
| dowódca plutonu ppanc.                                   | por. Franciszek Edward Gudz                              |                                                          |
| dowódca oddziału zwiadu                                  | por. Hieronim Romanowski                                 |                                                          |
| I batalion                                               |                                                          |                                                          |
| dowódca                                                  | mjr Czesław Jan Skimina                                  | dowódca I/86pp                                           |
| dowódca 1 kompanii                                       | kpt. Emil Antoni Kosiński                                |                                                          |
| dowódca plutonu                                          | por. Eugeniusz Urbański                                  | dowódca 6/86pp                                           |
| dowódca 2 kompanii                                       | kpt. Marcin Zaguła                                       |                                                          |
| dowódca plutonu                                          | por. Antoni Kołwzan                                      |                                                          |
| dowódca plutonu                                          | ppor. Włodzimierz Zajkin                                 | oficer informacyjny                                      |
| dowódca 3 kompanii                                       | kpt. Piotr Marcin Zaremba                                | kwatermistrz 86 pp                                       |
| dowódca plutonu                                          | ppor. Jerzy Fularski                                     |                                                          |
| dowódca 1 kompanii km                                    | kpt. Platon Mikołaj Wasilkowski                          | II adiutant                                              |
| dowódca plutonu                                          | por. Edward Alfred Warchałowski                          |                                                          |
| dowódca plutonu                                          | por. Eugeniusz Olech                                     | dowódca 1 kkm                                            |
| dowódca plutonu                                          | ppor. Stanisław Jan Wojtaszek                            |                                                          |
| dowódca 4 kompanii km                                    | por. Władysław Pompołowłcz                               |                                                          |
| dowódca plutonu                                          | ppor. Czesław Olszleger                                  |                                                          |
| II batalion                                              |                                                          |                                                          |
| dowódca batalionu                                        | p.o. mjr Władysław Niemiec                               |                                                          |
| dowódca 4 kompanii                                       | kpt. Eryk Batke                                          | dowódca 4/86 pp                                          |
| dowódca plutonu                                          | por. Edward Smolka                                       |                                                          |
| dowódca plutonu                                          | ppor. Ludwik Bogdan Zwolański                            | dowódca kz/86 pp                                         |
| dowódca 5 kompanii                                       | por. Tadeusz Napiórkowski                                | dowódca 1/86 pp                                          |
| dowódca plutonu                                          | ppor. Wincenty Staszkiewicz                              |                                                          |
| dowódca plutonu                                          | ppor. Henryk I Wolski                                    |                                                          |
| dowódca 6 kompanii                                       | mjr Franciszek Michał Morawski                           | dowódca II/86 pp                                         |
| dowódca plutonu                                          | por. Mieczysław Henryk Szczerski                         |                                                          |
| dowódca plutonu                                          | ppor. Stanisław Sadowski                                 |                                                          |
| dowódca 2 kompanii km                                    | kpt. Antoni Piotr Kuzian                                 | dowódca 2 kkm                                            |
| dowódca plutonu                                          | por. Tadeusz Kempczyński                                 |                                                          |
| dowódca plutonu                                          | ppor. Mieczysław Gulin                                   |                                                          |
| III batalion                                             |                                                          |                                                          |
| dowódca batalionu                                        | mjr Włodzimierz Stanisław Wittlin                        |                                                          |
| adiutant baonu                                           | kpt. Bolesław Kudelski                                   |                                                          |
| pomocnik dcy baonu ds. gosp.                             | kpt. adm. (piech.) Romuald Jüngst                        |                                                          |
| lekarz baonu                                             | ppor. lek. Jan Arcimowicz                                | naczelny lekarz 86 pp                                    |
| dowódca 7 kompanii                                       | kpt. Wiktor Mieczysław Kolendo                           | dowódca 7/86 pp                                          |
| dowódca plutonu                                          | ppor. Franciszek Józef Wilk                              |                                                          |
| dowódca 8 kompanii                                       | por. Romuald Wołodźko                                    | dowódca 9/86 pp                                          |
| dowódca plutonu                                          | ppor. Zbigniew Malinowski                                |                                                          |
| dowódca plutonu                                          | chor. Walenty Polkowski                                  |                                                          |
| dowódca 9 kompanii                                       | kpt. Jan Cyryl Wachowski                                 |                                                          |
| dowódca plutonu                                          | ppor. Stanisław Malara                                   |                                                          |
| dowódca 3 kompanii km                                    | kpt. Kazimierz Antoni Młodożeniec                        | dowódca 3 kkm                                            |
| dowódca plutonu                                          | por. Jan Zbigniew Majewski                               |                                                          |
| dowódca plutonu                                          | ppor. Edmund Adam Krzyżanowski                           |                                                          |
| na kursie                                                | por. Czesław Gniazdowski                                 |                                                          |
| na kursie                                                | por. Antoni Stanisław Soroko                             |                                                          |
| na kursie                                                | ppor. Bernard Budnik                                     |                                                          |
| 86 obwód przysposobienia wojskowego „Mołodeczno”         |                                                          |                                                          |
| kmdt obwodowy PW                                         | kpt. adm. Aleksander Gregorowicz                         |                                                          |
| kmdt powiatowy PW Mołodeczno                             | kpt. piech. Alfred Kuczuk Pilecki                        |                                                          |

## 86 pp w kampanii wrześniowej
W czasie wojny obronnej 1939 wchodził w skład 19 Dywizji Piechoty walczącej w ramach Armii „Prusy”.

### Mobilizacja
W drugiej połowie sierpnia 1939 pułk przebywał na ćwiczeniach letnich. Wieczorem 22 sierpnia dowódca 19 Dywizji Piechoty gen. Józef Kwaciszewski nakazał ćwiczącym na poligonie wojskom powrót do garnizonów i kontynuowanie zajęć w rejonie macierzystych garnizonów. Jednak już 23 sierpnia ogłoszona została mobilizacja alarmowa jednostek oznaczonych kolorem zielonym i czerwonym. 86 pułk piechoty miał osiągnąć gotowość mobilizacyjną w 36 godzin od godziny „Z” (6.00, 24 sierpnia). Miał ponadto zmobilizować samodzielną kompanię karabinów maszynowych i broni towarzyszącej nr 32, a także kompanię przeciwpancerną typ I nr 19 i kompanię telegraficzną dla 19 DP. Mobilizacja ludzi i sprzętu przebiegała planowo i sprawnie. Ułatwiło ją między innymi wcześniejsze wcielenie przybyłych na letnie ćwiczenia rezerwistów. W miarę osiągania gotowości, oddziały przechodziły do lasów koło Helenowa, gdzie prowadzono ćwiczenia zgrywające. Przemarsz do rejonów ćwiczeń ujawnił też i mankamenty. Część wozów taborowych wymagała naprawy, a wielu żołnierzy skarżyło się na niewygodne buty. 26 sierpnia dowódca pułku ppłk Walenty Peszek zameldował dowódcy 19 DP gotowość jednostki do działań. 27 sierpnia odbyła się msza polowa, a następnego dnia pododdziały kolejno maszerowały na stację kolejową Mołodeczno. Przejazd odbywał się trasą Mołodeczno – Lida – Wołkowysk – Warszawa – Łowicz. Rano 29 sierpnia w rejon koncentracji przybył I/86 pp, w południe na stacji Jackowice wyładunek rozpoczęły pluton artylerii piechoty i kompania przeciwpancerna, a około 15.00 w Łowiczu rozładowywał się II batalion. Dowództwo pułku i pozostałe pododdziały przybyły następnego dnia. Po wyładunku pododdziały kierowane na południe od Łowicza. Tam zostały rozlokowane po lasach i okolicznych wsiach.

### Działania bojowe

#### Marsze i koncentracja
1 września Naczelny Wódz nakazał koncentrację północnego zgrupowana Armii „Prusy” w rejonie Piotrków Trybunalski–Tomaszów Mazowiecki. Dla pułku wiązało się to z forsownym marszem do nowego rejonu koncentracji. Jeszcze tego samego dnia wyruszył on w stronę Skierniewic, a następnie na Lubochnię. 4 września osiągnięto rejon między Wolborzem a Piotrkowem Trybunalskim. Kilkudziesięciokilometrowy marsz z pełnym oporządzeniem wyczerpał jednak piechurów. Powszechne były odparzenia stóp i czerwonka.

#### Pod Piotrkowem Trybunalskim
4 września dowódca Armii „Prusy” gen. Stefan Dąb-Biernacki polecił zorganizować obronę w odległości kilku kilometrów na południe od Piotrkowa Trybunalskiego. Protesty dowódcy 19 Dywizji Piechoty, który chciał, aby obronę oprzeć albo o zabudowania miasta, albo przesunąć na południe nad Prudkę spowodowały, iż dowódca armii sam wskazywał rozmieszczenie poszczególnych batalionów. 86 pułk piechoty (bez I batalionu) z I/146 pułku piechoty, dywizyjną 19 kompanią przeciwpancerną oraz II/19 pułku artylerii lekkiej otrzymał zadanie utworzyć na linii Bujny–Witów rubież obronną o długości 8 km, a jego I batalion miał wejść w skład grupy ppłk. dypl. Gustawa Nowosielskiego, która z lasu Lubień–Łęczno miała wykonać uderzenie na skrzydło nieprzyjaciela.
Mimo stosowania biernej obrony przeciwlotniczej i zasad maskowania, samoloty nieprzyjaciela wykryły grupujące się wokół Piotrkowa oddziały 19 Dywizji Piechoty. Na skutek bombardowań lotniczych pułk poniósł pierwsze straty. Wieczorem niemiecki czołg zaskoczył na przedpolu polski patrol. Polacy stracili jednego zabitego i jednego rannego. Rano, 5 września, gen. Józef Kwaciszewski nakazał przesunięcie przedniego skraju obrony bliżej Piotrkowa. Wiązało się to z opuszczeniem częściowo rozbudowanych już okopów i stanowisk ogniowych. Dowódca armii nie zaakceptował tego posunięcia, ale na powrót nie było już czasu. Na lewym skrzydle, w rejonie Witowa I/146 pp mjr. Waleriana Tumanowicza ochraniał szosę Sulejów–Piotrków Trybunalski; w centrum, okrakiem na drodze do Rozprzy bronił się II/86 pp, a na prawym skrzydle zajął pozycję III/86 pp. Dywizjon artylerii 19 pal swoje stanowiska ogniowe rozmieścił w centrum ugrupowania bojowego. Bataliony broniły się w jednym rzucie. Nie zorganizowano odwodów. O świcie artyleria niemieckiej 1 Dywizji Pancernej otworzyła ogień na stanowiska polskie pod Piotrkowem Trybunalskim. Do działania weszły też samoloty szturmowe, które atakowały każdy wykryty cel. Padli pierwsi zabici i ranni, a u niektórych żołnierzy pojawiły się objawy załamania nerwowego.
Około 10.00 do ataku ruszyły czołgi i piechota niemieckiej dywizji uszykowane w dwóch grupach bojowych: z prawej, przez Longinowkę nacierała grupa bojowa „Netwig” (1/1 ppanc, 1 bs zmot., 1/73 pa), a z lewej, przez Bujny na Piotrków grupa „Kirchner” (1 ps, II/1 ppanc, 11/73 pa, 11/93 pa). Grupa „Kirchner” zaległa przed południowo-zachodnim skrajem miasta w silnym ogniu piechoty, działek przeciwpancernych i artylerii. Grupa „Netwig” również meldowała o silnej obronie na południowym skraju Piotrkowa. Dalsze natarcie uniemożliwiły pola minowe. Piotrkowa z marszu nie zdobyto, ale Niemcy dostrzegli możliwość obejścia polskiej obrony na skrzydłach.
Kolejny przygotowywany niemiecki atak zdezorganizowany został przez skrzydłowe uderzenie polskich kompanii polskich czołgów z 2 batalionu czołgów lekkich i 11 batalionu strzelców z Armii „Łodź”. Po południu niemieckie czołgi ponownie ruszyły do natarcia. Główne uderzenie wyszło na kierunku obrony III/86 pp, cześć sił Niemcy przerzucili w nieobsadzoną lukę między 19 DP a Grupą Operacyjną „Piotrków”.
Oskrzydlony III batalion nie wytrzymał naporu, a jego pierwszorzutowe plutony zostały praktycznie rozjechane przez czołgi. Po 16.00 niemieckie oddziały grupy „Netwig” wjechały do Piotrkowa zagrażając II/19 pal i tyłom pułku. W nieładzie cofał się też 85 pułk piechoty. O 17.00 polska obrona w Piotrkowie została całkowicie przełamana, a oddziały, dotąd walczące na pierwszej linii, znalazły się w okrążeniu. W tej sytuacji dowódca pułku płk. Walenty Peszek wydał rozkaz odwrotu. Żołnierze drobnymi grupami usiłowali przejść przez stale bombardowane miasto do lasu, a następnie w kierunku na Koło, gdzie miała nastąpić reorganizacja rozbitych oddziałów.
W wyniku bitwy pod Piotrkowem 86 pułk piechoty stracił ponad 300 zabitych i około 600 rannych i wziętych do niewoli. Poległo wielu oficerów: między innymi dowódca II batalionu mjr Franciszek Morawski, dowódca 6 kompanii por. Eugeniusz Urbański, dowódca 9 kompanii por. Romuald Włodźko, dowódca 2 kompanii ckm kpt. Antoni Kuzian. Utracono większość ciężkiego sprzętu, szczególnie armatki ppanc. i ckm-y.

#### Po bitwie
5 września wieczorem w rejonie na północ i wschód od Piotrkowa Trybunalskiego gromadzili się żołnierze rozbitego 86 pułku piechoty. Samorzutnie tworzyły się improwizowane oddziały. Na tyłach 13 Dywizji Piechoty, w lesie Lubochnia, utworzony został oddział złożony z pozostałości batalionu 85. i 86 pułku piechoty, II/19 pal, 19 kompanii sanitarnej oraz 19 kompanii saperów. Dowództwo nad nim objął szef sztabu 19 DP ppłk. dypl. Tadeusz Rudnicki. Oddział kierował się na Spałę. Tam przekroczył Pilicę, a następnie udał się w kierunku Inowłodza. W Inowłodzu dołączyły do niego grupy żołnierzy z 13. i 29 Dywizji Piechoty. 8 września grupa ta została rozbita uderzeniem niemieckich oddziałów zmotoryzowanych, wspieranych artylerią i lotnictwem. Na skutek paniki pododdziały uległy zupełnemu zmieszaniu i rozproszeniu, zmieniając się w niedowodzone grupy żołnierzy.
Inna grupa rozbitków z II i III batalionu i z innych pododdziałów licząca około 10 oficerów i 200 żołnierzy dołączyła w Kole do dowództwa pułku. Całość została zorganizowana w batalion zbiorczy. Dysponował on 2 armatkami ppanc. i kilkoma ckm-ami. 6 września batalion przeprawił się pod Zarzęcinem przez Pilicę i 7 września osiągnął Brzustów, a następnie przeszedł w okolice Drzewicy. Tam ppłk Peszek osobiście próbował odnaleźć inne swoje pododdziały. Został jednak odcięty i w konsekwencji dotarł na Lubelszczyznę. Dowództwo nad pododdziałem objął wówczas dowódca III batalionu ppłk Bronisław Poplatek. W nocy z 8 na 9 września zbiorczy batalion 86 pp wszedł w podporządkowanie grupy dowódcy piechoty dywizyjnej 19 DP płk. dypl. Tadeusza Pełczyńskiego. Kolejnej nocy oddziały przeszły do lasu Przysucha, gdzie powstało dość silne zgrupowanie jednostek. Zostało ono jednak wykryte przez nieprzyjaciela i 12 września niemiecka artyleria rozpoczęła systematyczny ostrzał lasu, a pod jej osłoną uderzyła niemiecka piechota zmotoryzowana. Na skutek przewagi wroga i całkowitego rozproszenia 81 pułku piechoty, dowódca zgrupowania podjął decyzję o pozostawieniu sprzętu ciężkiego i przebijaniu się pod osłoną nocy małymi grupami. Zamierzenie to zostało zrealizowane z powodzeniem, a pododdziały zgrupowały się w rejonie Nakielna. Stąd pomaszerowano w rejon Lipie w lesie starachowickim. Po kilku dniach postoju płk Pełczyński rozwiązał grupę, a tylko nieliczne grupy żołnierzy przedostały się za Wisłę.

### Walki I batalionu 86 pp
4 września I batalion 86 pp mjr. Czesława Skiminy wszedł w skład grupy ppłk. Nowosielskiego i nie wziął udziału w bitwie pod Piotrkowem Trybunalskim. 5 września, zgodnie z rozkazem dowódcy armii, Grupa maszerowała w kierunku na Koło, ale na wieść o zajęciu miejscowości przez Niemców zawróciła na południe. Następnego dnia pod Sulejowem przeprawiła się przez Pilicę, maszerowała w kierunku wsi Błogie, a następnie w rejon Antoninowa. Tam dowództwo nad pododdziałami grupy objął dowódca 85 pp płk dypl. Jan Kruk-Śmigla. Grupa w tym czasie stanowiła najsilniejsze zwarte zgrupowanie bojowe z całego północnego zgrupowania Armii „Prusy”, liczące około 7000 żołnierzy, dysponujące 14 armatami 75 mm i kilkunastoma działkami ppanc. Dowódca grupy podjął decyzję pozostania w dużym kompleksie leśnym na tyłach wroga. Kilkudniowy postój umożliwił skonsolidowanie zgrupowania i zapewnił odpoczynek żołnierzy. Zorganizowano wypiek chleba, a kuchnie zaczęły wydawać regularne posiłki. Działania bojowe zostały ograniczone do minimum. Rejon postoju od południa osłaniał 77 pp, a II/85 pp i I/86 pp od północy.
10 września na szosie Opoczno–Inowłódź jedna z czat 77 pp ostrzelała niemiecki samochód osobowy zabijając gen. SS Wilhelma von Roetiga. Wydarzenie to pociągnęło za sobą decyzję o odejściu zgrupowania na wschód. Zostało ono podzielone na dwie kolumny marszowe: północną pod dowództwem płk. Kruka-Śmigla w składzie I/86 pp, II/85 pp i tabory Wileńskiej Brygady Kawalerii oraz południową pod dowództwem ppłk. Konstantego Gąsiorka w składzie 77 pp i IV/19 pal. 11 września obie grupy rozpoczęły marsz i do 13 września osiągnęły rejon Stawiszyna. Rozpoznanie stwierdziło obecność niemieckich samolotów na lotniskach polowych oraz duży ruch oddziałów zmotoryzowanych nieprzyjaciela na szosie Radom-Białobrzegi-Grójec.
Dowódca grupy postanowił uderzyć na lotniska. I/86 pp miał zaatakować lądowisko w Suchej Szlacheckiej. Rano 14 września Niemcy uprzedzili polskie działania i uderzyli na zgrupowanie w rejonie m. Suski Młynek. I/86 pp przeszedł do obrony w okolicach Stawiszyna. Po wstępnym rozpoznaniu bojem, Niemcy otoczyli grupę północną i cały dzień dążyli do zniszczenia polskiego zgrupowania. Duże starty zadały obrońcom również samoloty obrzucające las bombami zapalającymi. Stały nacisk przeciwnika spowodował, że płk Kruk-Śmigla zdecydował przebijać się i wyjść z okrążenia. O zmierzchu oba bataliony grupy północnej uderzyły na Niemców. Początkowo natarcie nie uzyskało powodzenia, ale po uderzeniu I/77 pp mjr. Władysława Włodygi część żołnierzy kolumny północnej wdarła się między zabudowania i niszcząc granatami stanowiska ckm oraz 2 samochody pancerne wyparto przeciwnika z miejscowości. Przenikające przez pierścień okrążenia grupy żołnierzy zaczęły grupować się w rejonie Kamienia. Wtedy artyleria niemiecka otworzyła intensywny ogień, który rozproszył pododdziały. Większość żołnierzy I batalionu dostała się do niewoli jeszcze przed linią Wisły.

### Walki odtworzonego 86 pp
Zgodnie z rozkazem Naczelnego Wodza resztki 19 DP po przejściu Wisły były kierowane w okolice Chełma Lubelskiego, gdzie z żołnierzy rozbitej dywizji przystąpiono do formowania XIX Brygady Piechoty pod dowództwem płk. Edwarda Robakiewicza, od 18 września płk. Jana Korkozowicza. Z ocalonych żołnierzy odtworzono; 77 pp ppłk. dypl. Augusta Nowosielskiego i 86 pp ppłk. Walentego Peszka. Zreorganizowany 86 pp liczył dwa bataliony piechoty i nieliczne pododdziały pułkowe formowane z rozbitków 19 DP. XIX BP weszła w skład Kombinowanej Dywizji Piechoty gen. bryg. Jerzego Wołkowickiego. XIX BP została wysłana marszem nocnym 18/19 września do obrony mostów w Dorohusku nad Bugiem. W I rzucie obrony nad zachodnim brzegiem Bugu stanowiska zajął 77 pp, a 86 pp 2–3 km w głębi stanowiąc II rzut obrony. 19 i 20 września poszczególne pododdziały pułku w zależności od potrzeb wspierały obronę pierwszorzutowego 77 pp w krytycznych momentach walk. Przez linie brygady przeszła ok. 5000 grupa jeńców polskich zdemobilizowanych we Włodzimierzu Wołyńskim, które przez swoje linie przepuścił oddział niemieckiej 3 Dywizji Pancernej, z którą XIX BP walczyła 19 i 20 września. 20 września wieczorem pułk wraz z brygadą skierował się marszem wzdłuż zachodniego brzegu Bugu przez Dubienkę, lasy nadleśnictwa Strzelec, gdzie był krótki postój. Następnie po wznowieniu marszu 21 września poprzez Hrubieszów, Czerniczyn, Mirczę pułk dotarł do rejonu pomiędzy wsiami Stara Wieś i Borsuk.

#### W bitwie pod Tomaszowem Lubelskim
22 września zgrupowanie uderzeniowe Armii gen. bryg. Przedrzymirskiego w składzie: 1 Dywizji Piechoty Legionów i Kombinowanej Dywizji Piechoty prowadziło natarcie w kierunku Tomaszowa Lubelskiego. W II rzucie Kombinowanej Dywizji postępowała XIX Brygada Piechoty, która zajęła wsie Zimno i Podlodów. 86 pp wraz z baterią haubic 100 mm, podporządkowano bezpośrednio dowódcy dywizji. Z uwagi na potrzebę osłonięcia południowej flanki dywizji, 86 pp przemieścił się 20 km w okolice Podlodowa. W nocy 22/23 września pozycje pułku wizytował płk Korkozowicz. Po południu niemiecka 2 Dywizja Pancerna rozbiła sąsiedni oddział Kombinowanej Dywizji – Grupę płk. Mariana Ocetkiewicza. 86 pp został odcięty od macierzystej brygady i dywizji.

#### W Grupie „Dubno”
Nocą 23/24 pułk napotkał nadchodzące oddziały z Grupy „Dubno“, ppłk Walenty Peszek, podporządkował się dowódcy grupy płk. Stefanowi Hanka-Kulesza. Wraz z grupą 86 pp próbował z Bruckenthala przejść na południe pomiędzy Rawą Ruską, a Lubyczą Królewską. 24 września rano czołowe oddziały Grupy „Dubno“ natknęły się we wsi Rzyczki na pododdziały niemieckiej 2 DPanc., które wyparto. Około godz. 15.00 niemieckie kontrnatarcie wyparło ze wsi oddział kawalerii ppłk. Halickiego i batalion Straży Granicznej ppłk. Bacza. Dotarło do lasu majątku Wierzbica, z którego zostali odparci. Wieczorem oddziały grupy pułk piechoty ppłk. Klochowicza odbiły Rzyczki. Zdobycie wsi ułatwił 86 pp, który uderzył na lewe skrzydło niemieckiej obrony. Pułk dotarł do Michałówki, gdzie dołączył improwizowany III batalion. Z uwagi na okrążenie grupy od zachodu przez wojska niemieckie, a od wschodu przez wojska sowieckie, o godz. 15.00 25 września Grupa „Dubno“ skapitulowała przed niemieckimi wojskami z 2 DPanc. Część żołnierzy zbiegła i się rozproszyła. 86 pp został rozwiązany, a żołnierze otrzymali możliwość uniknięcia niewoli poprzez rozproszenie się w terenie lub kapitulacji.
Częściowa obsada dowódcza odtworzonego 86 pp (10-25 IX 1939)
- dowódca pułku – ppłk Walenty Peszek

- adiutant pułku – kpt. Platon Wasilkowski

- dowódca I batalionu – mjr Czesław Skimina
  - dowódca kompanii – por. Ignacy Zarobkiewicz
- dowódca II batalionu – mjr Roman Peszko
  - dowódca kompanii – kpt. Wiktor Kolenko
- dowódca III batalionu (improwizowany od 20 IX) – kpt. Marcin Zaguła
  - dowódca kompanii – kpt. Feliks Kowalczuk
- dowódca baterii haubic 100 mm – kpt. Wincenty Brożych

### Oddział Zbierania Nadwyżek 86 pp
Po zmobilizowaniu wszystkich przewidzianych planem mobilizacyjnym „W” pododdziałów 86 pp i „dywizyjnych” kompanii, wydzielono w ramach I rzutu mobilizacji powszechnej kadry dla batalionu marszowego typu specjalnego nr 6 i wysłano je do Nowowilejki. Pomimo tego w Mołodecznie pozostała znaczna nadwyżka oficerów, podoficerów i szeregowych. Dodatkowo po ogłoszeniu mobilizacji powszechnej przybyło do Mołodeczna i później Lidy wielu rezerwistów z Pomorza i Wielkopolski. Do 2 września w koszarach 86 pp zebrało się ok. 1300-1400 oficerów i szeregowych. W Oddziale Zbierania Nadwyżek 86 pp z obecnych na miejscu zorganizowano kompanie. Brakowało mundurów, butów, posiadano ok. 40 karabinów i po 100 sztuk naboi do nich, magazyny pułku były puste. Zgodnie z planem dla zebranych żołnierzy broń, wyposażenie i uzbrojenie użytku bieżącego miały otrzymać w Ośrodku Zapasowym 19 DP w Lidzie. OZN 86 pp 3 września pomaszerował do Lidy pod dowództwem kpt. Alfreda Kuczuk-Pileckiego. Nocleg nadwyżki spędziły w Wołżynie. 4 września żołnierze brali udział w obławie na niemieckich lotników lub spadochroniarzy. 4 i 5 września żołnierze kontynuowali marsz, 6 września oddział przybył do Lidy i zakwaterowany został w miejscowości Domejki w pobliżu miasta. W trakcie marszu nie było przypadku dezercji. W oparciu o magazyny przewidziane dla ośrodka starano się przybyłych umundurować i uzbroić. Mundury były zużyte, a broń przestarzała. Nadwyżki zostały wcielone do OZ 19 DP. Rozpoczęto szkolenie żołnierzy. Stan osobowy z uwagi na przydatność, przeszkolenie, wiek i wyposażenie podzielono, na trzy rzuty: bojowy, marszowy i rezerwowy. 17 września na wieść o agresji ZSRR, z rzutu bojowego i częściowo marszowego nadwyżek, sformowano batalion bojowy 86 pp. Batalion wszedł w skład improwizowanego pułku piechoty OZ 19 DP, jako jego III batalion, pod dowództwem kpt. Aleksandra Habiniaka. Batalion składał się z trzech kompanii strzeleckich liczących ok. 100-120 żołnierzy i kompanii ckm z 80-100 żołnierzami. Wydano na skład osobowy batalionu bojowego broń i amunicję oraz po 5 granatów, kompania ckm, otrzymała dwa ckm wz. 30. Pozostałych żołnierzy zdemobilizowano. III (86 pp) batalion wyruszył wraz z pozostałymi siłami pułku OZ 19 DP, pod dowództwem ppłk Izydora Blumskiego w kierunku Wilna, wieczorem 17 września. Wieczorem 18 września osiągnięto Ejszyszki, 19 września po południu Orany, gdzie dozbrojono się w broń z magazynu batalionu KOP „Orany”, w tym 4 szt. ckm.

#### W obronie Grodna
Na rozkaz gen. bryg. Wacława Przeździeckiego, 20 września ok. godz. 7.00 w ślad za batalionami I i II (77 i 85 pp), odjechał transportem kolejowym do Grodna III batalion (86 pp) wraz z kompanią Policji Państwowej. Batalion przybył na stację kolejową Kaplica koło Grodna i w ramach improwizowanego pułku OZ 19 DP obsadził pasma wzgórz na wschód od Grodna. III batalion zajął stanowiska w centrum ugrupowania pułku na północ od szosy skidelskiej, na skraju lasu Sekret. Jednocześnie wydzielono odwód pułku w składzie 7 kompanii strzeleckiej i kompanii policji. 21 września ppłk. Blumski rozkazał zmienić ugrupowanie pułku i przesunąć je bliżej miasta Grodna. I batalion na odcinku południowym zagiął skrzydło w kierunku zachodnim, 3 kompania ckm zajęła ugrupowanie obronne tzw. „jeża” zabezpieczając odsłonięte skrzydło III batalionu. Podczas realizacji manewru na ruszyło natarcie sowieckiego 119 pułku strzelców. Pułk OZ 19 DP musiał się cofnąć. Po wsparciu odwodem pułkowym i batalionem KOP „Orany”, siły polskie wykonały kontratak, który wszedł w lukę w ugrupowaniu sowieckim i wyszedł na jego tyły. Zmusiło to 119 ps do odwrotu, przed rozbiciem go, uratowało nadejście świeżych oddziałów sowieckich. Oddziały sowieckie wykonały na pozycje pułku dwa natarcia piechoty wspartej czołgami. Z uwagi na brak broni przeciwpancernej czołgi przedarły się, natomiast piechota sowiecka została odrzucona. Po południu z uwagi na kończącą się amunicję, na rozkaz gen. Przeździeckiego pułk rozpoczął odwrót w kierunku na Stanisławowo. Odwrót batalionu i innych pododdziałów pułku osłaniała między innymi, 3 kompania ckm por. rez. Rafała Ryżewskiego. 3 kompania ckm została osaczona przez czołgi sowieckie w lesie Sekret i wezwana do poddania się. Za cenę wysokich strat 54 żołnierzy i 2 ckm, zdołała przebić się i jej resztki dotarły do Hoży, gdzie zbierał się pułk. 22 września III batalion wraz z pułkiem OZ 19 DP, pomaszerował omijając Sopoćkinie do miejscowości Kodzie na granicy z Litwą. 23 września dowódca pułku ppłk Izydor Blumski wygłosił przemówienie, rozwiązał pułk. Większość przekroczyła granicę Litwy, gdzie została internowana. Pozostali rozproszyli się wracając do domów.
Obsada dowódcza III (86 pp) batalionu po 17 IX 1939
- dowódca batalionu – kpt. Aleksander Habiniak
- adiutant batalionu – ppor. Franciszek Kućko
- oficer żywnościowy – ppor. Antoni Gauk
- dowódca 7 kompanii strzeleckiej – kpt. Alfred Kuczuk-Pilecki
- dowódca 8 kompanii strzeleckiej – kpt. Tadeusz Durniat
  - dowódca I plutonu – ppor. Longin Bilstrub
  - dowódca II plutonu – ppor. Stanisław Ossowski
  - dowódca III plutonu – ppor. Gelpern Hirsz
- dowódca 9 kompanii strzeleckiej – ppor. Mieczysław Gulin
- dowódca 3 kompanii ckm – por. rez. Rafał Ryżewski

| Obsada personalna i struktura organizacyjna we wrześniu 1939 | Obsada personalna i struktura organizacyjna we wrześniu 1939 | Obsada personalna i struktura organizacyjna we wrześniu 1939 |
| Stanowisko                                                   | Stopień, imię i nazwisko                                     | Dalsze losy                                                  |
| Dowództwo                                                    | Dowództwo                                                    | Dowództwo                                                    |
| ------------------------------------------------------------ | ------------------------------------------------------------ | ------------------------------------------------------------ |
| dowódca pułku                                                | ppłk Walenty Peszek                                          | Polskie Siły Zbrojne                                         |
| I adiutant                                                   | kpt. Bohdan Goloński                                         |                                                              |
| II adiutant                                                  | kpt. Platon Mikołaj Wasilkowski                              |                                                              |
| oficer informacyjny                                          | por. Włodzimierz Zajkin                                      |                                                              |
| oficer łączności                                             | kpt. Marian Józef Gmachowski                                 |                                                              |
| kwatermistrz                                                 | kpt. Piotr Antoni Zaremba                                    |                                                              |
| oficer płatnik                                               | NN                                                           |                                                              |
| oficer żywnościowy                                           | NN                                                           |                                                              |
| naczelny lekarz                                              | ppor. lek. Jan Arcimowicz                                    |                                                              |
| kapelan                                                      | ks. kap. Ludwik Brydacki                                     |                                                              |
| dowódca kompanii gospodarczej                                | ppor. rez. Stanisław Nowicki                                 |                                                              |
| I batalion                                                   |                                                              |                                                              |
| dowódca batalionu                                            | mjr Czesław Jan Skimina                                      |                                                              |
| adiutant batalionu                                           | NN                                                           |                                                              |
| dowódca plutonu łączności                                    |                                                              |                                                              |
| dowódca 1 kompanii strzeleckiej                              | por. Tadeusz Wacław Napiórkowski                             |                                                              |
| dowódca 2 kompanii strzeleckiej                              | por. Stefan Stanisław Turek                                  |                                                              |
| dowódca 3 kompanii strzeleckiej                              | por. rez. Kazimierz Bajdowicz                                |                                                              |
| dowódca 1 kompanii cekaemów                                  | por. Eugeniusz Olech                                         |                                                              |
| II batalion                                                  |                                                              |                                                              |
| dowódca batalionu                                            | mjr Franciszek Michał Morawski                               |                                                              |
| adiutant batalionu                                           | NN                                                           |                                                              |
| dowódca plutonu łączności                                    |                                                              |                                                              |
| dowódca 4 kompanii strzeleckiej                              | kpt. Eryk Batke                                              |                                                              |
| dowódca 5 kompanii strzeleckiej                              | ppor. rez. Jerzy Sawicz                                      |                                                              |
| dowódca 6 kompanii strzeleckiej                              | por. Eugeniusz Urbański                                      |                                                              |
| dowódca 2 kompanii cekaemów                                  | kpt. Antoni Piotr Kuzian                                     |                                                              |
| III batalion                                                 |                                                              |                                                              |
| dowódca batalionu                                            | ppłk Bronisław Poplatek                                      |                                                              |
| adiutant batalionu                                           | NN                                                           |                                                              |
| dowódca plutonu łączności                                    |                                                              |                                                              |
| dowódca 7 kompanii strzeleckiej                              | kpt. Wiktor Mieczysław Kolendo                               |                                                              |
| dowódca 8 kompanii strzeleckiej                              | por. Zdzisław Kowalski                                       |                                                              |
| dowódca 9 kompanii strzeleckiej                              | por. Romuald Wołodźko                                        |                                                              |
| dowódca 3 kompanii cekaemów                                  | por. Kazimierz Antoni Młodożeniec                            |                                                              |
| Pododdziały specjalne                                        |                                                              |                                                              |
| dowódca kompanii ppanc.                                      | por. Franciszek Edward Gudz                                  |                                                              |
| dowódca plutonu artylerii piechoty                           | kpt. Wojciech Władysław Kostecki                             |                                                              |
| dowódca plutonu łączności                                    | NN                                                           |                                                              |
| dowódca kompanii zwiadowców                                  | ppor. Ludwik Bogdan Zwolański                                |                                                              |
| dowódca plutonu pionierów                                    | ppor. rez. Melchior Janiszewski                              |                                                              |
| dowódca plutonu pgaz.                                        | NN                                                           |                                                              |
| Inni                                                         |                                                              |                                                              |
| dowódca plutonu ckm                                          | ppor. piech. rez. Wiktor Borejko                             | niemiecka niewola                                            |

## Symbole pułkowe
Sztandar od społeczeństwa Mińska

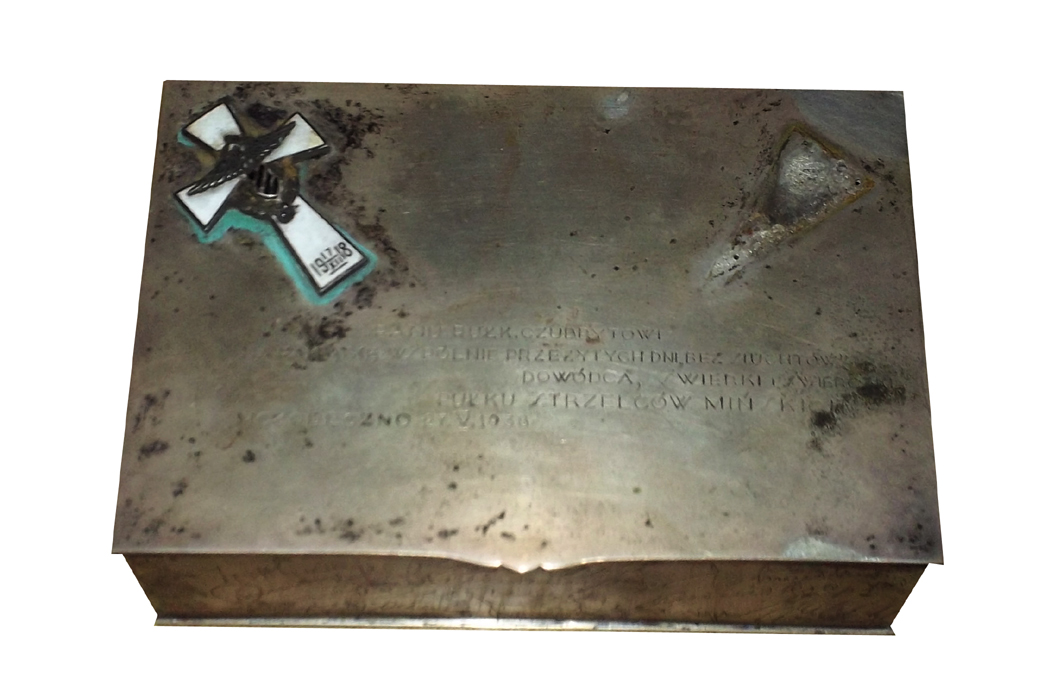
Odznaka pułkowa na pamiątkowej szkatule podarowanej przez korpus oficerski ppłk. Julianowi Czubrytowi.

Sztandar nieprzepisowy ufundowało społeczeństwo Mińska. Wręczył go pułkowi 18 marca 1921 w Wilnie delegat Rządu RP Władysław Raczkiewicz.
Opis sztandaru
Na czerwonej stronie płachty dwie tarcze. Na jednej Orzeł Biały, na drugiej Pogoń. Na białej stronie płachty w środku herb Mińska z napisem „Sigillum Civitatis Minscensis Anno 1569”. Na górnej krawędzi płachty napis: „Miasto Mińsk 6-mu Mińskiemu Pułkowi Strzelców”: na dolnej ten sam napis w języku białoruskim Na drzewcu sztandaru przymocowane odznaki pamiątkowe bratnich pułków dywizji.
Sztandar pułku znajduje się aktualnie w zbiorach Muzeum im. Generała Sikorskiego w Londynie
Sztandar od obywateli miasta stołecznego Warszawy
Drugą chorągiew pułk otrzymał od obywateli miasta stołecznego Warszawy za zasługi położone w jego obronie w sierpniu 1920 roku. Srebrnego orła do chorągwi ofiarował p. Wincenty Wabiński. Chorągiew została wręczona 30 marca 1921 roku przez księdza biskupa Władysława Bandurskiego. Dla uświetnienia większych uroczystości pułk używał obu chorągwi razem. Druga chorągiew została oddana w późniejszym czasie do Muzeum Wojska w Warszawie.
Odznaka pamiątkowa
18 maja 1929 roku Minister Spraw Wojskowych marszałek Józef Piłsudski zatwierdził regulamin odznaki pamiątkowej 86 pułku piechoty. Odznaka ma kształt krzyża o dolnym ramieniu dłuższym, pokrytego białą emalią. Pośrodku skrzyżowania ramion nałożony srebrny orzeł o szeroko rozłożonych skrzydłach, trzymający tarczę herbową Ziemi Mińskiej, pokrytą czarno-białą emalią. Ramiona krzyża oplecione są srebrnym wieńcem laurowym. U dołu dłuższego ramienia wpisano datę powstania pułku „17 XII 1918”.

## Żołnierze pułku

### Dowódcy i zastępcy dowódcy pułku
| Stopień, imię i nazwisko        | Okres pełnienia służby  | Kolejne stanowisko        |
| dowódcy pułku                   | dowódcy pułku           | dowódcy pułku             |
| ------------------------------- | ----------------------- | ------------------------- |
| płk piech. Fabian Kobordo       | 17 XII 1918 – 20 I 1919 |                           |
| płk piech. Józef Borodzicz      | 21 I – 29 IV 1919       |                           |
| ppłk piech. Bronisław Adamowicz | 29 IV 1919 – 13 VI 1923 | dowódca 29 pp             |
| płk piech. Zdzisław Maćkowski   | 13 VI 1923 – III 1927   |                           |
| płk dypl. Ludwik Bociański      | III 1927 – 18 VI 1930   | komendant SPPiech.        |
| płk dypl. Jan Swarzeński        | 18 VI – 20 IX 1930      |                           |
| płk dypl. Władysław Smolarski   | I 1931 – 22 XII 1934    | szef Oddziału IV SG       |
| płk dypl. Józef Wiatr           | 22 XII 1934 – I 1936    |                           |
| płk dypl. Władysław Michalski   | od 1936                 |                           |
| płk piech. Walenty Peszek       | IV 1938 – IX 1939       |                           |
| zastępcy dowódcy pułku          |                         |                           |
| njr piech. Marian Chilewski     | p.o. 22 VII 1922 – 1923 | zastępca dowódcy 85 pp    |
| ppłk piech. Stefan Biestek      | 1923 – 5 V 1927         | zastępca dowódcy 60 pp    |
| ppłk piech. Marian Prosołowicz  | V 1927 – III 1929       | zastępca dowódcy 71 pp    |
| ppłk piech. Tadeusz Podwysocki  | 12 III – 23 XII 1929    | zastępca dowódcy 65 pp    |
| ppłk piech. Władysław Żabiński  | do 18 IV 1935           | dowódca baonu KOP „Orany” |
| ppłk piech. Julian Czubryt      | 18 IV 1935 – 27 V 1938  | dowódca 3 pspodh          |
| ppłk piech. Edward Kościński    | 1939                    |                           |

### Żołnierze 86 pułku piechoty – ofiary zbrodni katyńskiej
Biogramy ofiar zbrodni katyńskiej znajdują się między innymi w bazach udostępnionych przez Ministerstwo Kultury i Dziedzictwa Narodowego oraz Muzeum Katyńskie.
| Nazwisko i imię          | stopień        | zawód                | miejsce pracy / służby (stanowisko) | miejsce pracy / służby (stanowisko) | zamordowany |
| Nazwisko i imię          | stopień        | zawód                | przed mobilizacją                   | we wrześniu 1939                    | zamordowany |
| ------------------------ | -------------- | -------------------- | ----------------------------------- | ----------------------------------- | ----------- |
| Bohdan Andronowski       | ppor. rez.     |                      |                                     |                                     | BLK         |
| Józef Baranowski         | por. rez.      | nauczyciel           |                                     |                                     | Katyń       |
| Edward Białozorski       | ppor. rez.     | lekarz               |                                     |                                     | Charków     |
| Piotr Cydzik             | ppor. rez.     | nauczyciel           | szkoła powszechna                   |                                     | Charków     |
| Kazimierz Fleury         | por. w st. sp. |                      | 11 batalion JHP                     |                                     | Charków     |
| Zygmunt Gergovich        | por. rez.      | nauczyciel           | szkoła w Zawadówce                  |                                     | Katyń       |
| Marian Gmachowski        | kapitan        | żołnierz zawodowy    | dowódca plutonu łączności           | oficer łączności 86 pp              | ULK         |
| Alfons Harasimowicz      | ppor. rez.     | technik drogowy      |                                     |                                     | Katyń       |
| Edward Janson            | ppor. rez.     | inżynier budownictwa | Zarząd Dróg w Oszmianie             |                                     | Katyń       |
| Tomasz Jaskółka          | por. rez.      | urzędnik             | ZUS                                 |                                     | Charków     |
| Józef Kawka              | ppor. rez.     |                      | pracował w pow. dzisneńskim         |                                     | Katyń       |
| Tadeusz Kempczyński      | porucznik      | żołnierz zawodowy    | dowódca plutonu 2 kompanii km       |                                     | Charków     |
| Antoni Kołwzan           | porucznik      | żołnierz zawodowy    | dowódca plutonu 2/86 pp             |                                     | Charków     |
| Anatoliusz Korotaj       | ppor. rez.     | prawnik              |                                     |                                     | Katyń       |
| Karol Kulisz             | ppor. rez.     | nauczyciel           | kier. szkoły w Chocieńczycach       |                                     | Katyń       |
| Bolesław Lachowski       | ppor. rez.     | architekt            |                                     |                                     | Katyń       |
| Edward Latkowski         | ppor. rez.     | technik budowlany    | PKP Ostrołeka                       |                                     | Katyń       |
| Wiktor Laudański         | por. rez.      | inżynier agronom     | majątek Ksaweryno                   |                                     | Katyń       |
| Edward Łopuszko          | ppor. rez.     | technik budowlany    |                                     |                                     | Katyń       |
| Bolesław Malicki         | ppor. rez.     | prawnik              |                                     |                                     | Katyń       |
| Antoni Matarewicz        | ppor. rez.     | nauczyciel           | szkoła w Wornianach                 |                                     | Charków     |
| Eliasz Mołczanow         | ppor. rez.     | lekarz               |                                     |                                     | Katyń       |
| Włodzimierz Pawlukiewicz | ppor. rez.     | prawnik              |                                     |                                     | Katyń?      |
| Włodzimierz Pawlukiewicz | ppor. rez.     | inżynier elektryk    |                                     |                                     | Charków?    |
| Eugeniusz Piekło         | ppor. rez.     | nauczyciel           | dyr. szkoły w Dzierkowszczyźnie     |                                     | Katyń       |
| Dyzma Pogodziński        | kpt. w st. sp. | ogrodnik             | (e)                                 |                                     | Charków     |
| Władysław Pompołowicz    | porucznik      | żołnierz zawodowy    | ?                                   |                                     | Charków     |
| Bonifacy Popławski       | ppor. rez.     | technik meliorant    |                                     |                                     | Katyń       |
| Włodzimierz Szanster     | podporucznik   |                      | ?                                   |                                     | ULK         |
| Wiktor Trusewicz         | ppor. rez.     |                      |                                     |                                     | Charków     |
| Fortunat Witkowski       | kpt. rez.      |                      |                                     |                                     | Katyń       |
| Henryk Wolfson Hirsz     | por. rez.      | inżynier ekonomista  | Zapora w Rożnowie                   |                                     | Charków     |
| Stanisław Wojtaszek      | podporucznik   | żołnierz zawodowy    | dowódca plutonu 1 kkm/86 pp         |                                     | ULK         |
| Władysław Woźniczka      | ppor. rez.     | nauczyciel           | szkoła w Udziale                    |                                     | Katyń       |
| Włodzimierz Zajkin       | podporucznik   | żołnierz zawodowy    | dowódca plutonu 2/86 pp             | oficer informacyjny 86 pp           | ULK         |
| Stanisław Zawidzki       | por. rez.      | inżynier rolnik      |                                     |                                     | Charków     |
| Józef Zwański            | ppor. rez.     | nauczyciel           | szkoła Udziale                      |                                     | Charków     |